# Quinta coalizione
La quinta coalizione fu un'alleanza fra Impero austriaco e Regno Unito (più altre potenze minori), creata nell'aprile del 1809 per combattere contro il Primo Impero francese di Napoleone Bonaparte ed i suoi alleati (essenzialmente il Regno d'Italia, il Ducato di Varsavia e gli stati tedeschi parte della Confederazione del Reno). Il Regno Unito, alleato agli spagnoli e portoghesi nella guerra d'indipendenza spagnola, si trovava già da tempo in guerra con la Francia; allo stesso tempo l'Austria aveva organizzato un nuovo esercito per modificare la situazione sfavorevole venutasi a creare dopo la disfatta subita nella precedente guerra della terza coalizione, culminata con la pace di Presburgo.
Lo scontro tra i due blocchi contrapposti iniziò il 10 aprile 1809 con l'invasione della Baviera, alleata della Francia, da parte dell'esercito austriaco dell'arciduca Carlo d'Asburgo-Teschen; Napoleone reagì rapidamente, e con una serie di veloci manovre respinse gli austriaci oltre il confine e prese la capitale Vienna il 13 maggio. Dopo un parziale insuccesso nella battaglia di Aspern-Essling (21-22 maggio), Napoleone ottenne infine la vittoria definitiva sugli austriaci nella battaglia di Wagram (5-6 luglio). Tra le operazioni minori del conflitto, le truppe britanniche lanciarono una fallimentare invasione dei Paesi Bassi, mentre una rivolta anti-francese nel Tirolo promossa dal leader locale Andreas Hofer fu repressa dalle truppe franco-bavaresi.
L'esercito austriaco si batté con determinazione, dimostrando di aver fatto diversi passi in avanti rispetto alle disfatte del 1805 e, sebbene sconfitto più volte sul campo, non fu annientato, riuscendo ad opporre una valida resistenza fino alla fine; a pesare sulle sorti dell'Austria fu il fatto che l'Impero russo e la Prussia non le diedero alcun aiuto, lasciando l'esercito austriaco ad affrontare da solo i veterani della Grande Armée napoleonica. L'Austria sconfitta fu quindi obbligata a firmare il trattato di Schönbrunn, perdendo ulteriore territorio nei confronti della Francia.

## Antefatti

### L'Europa nel 1809

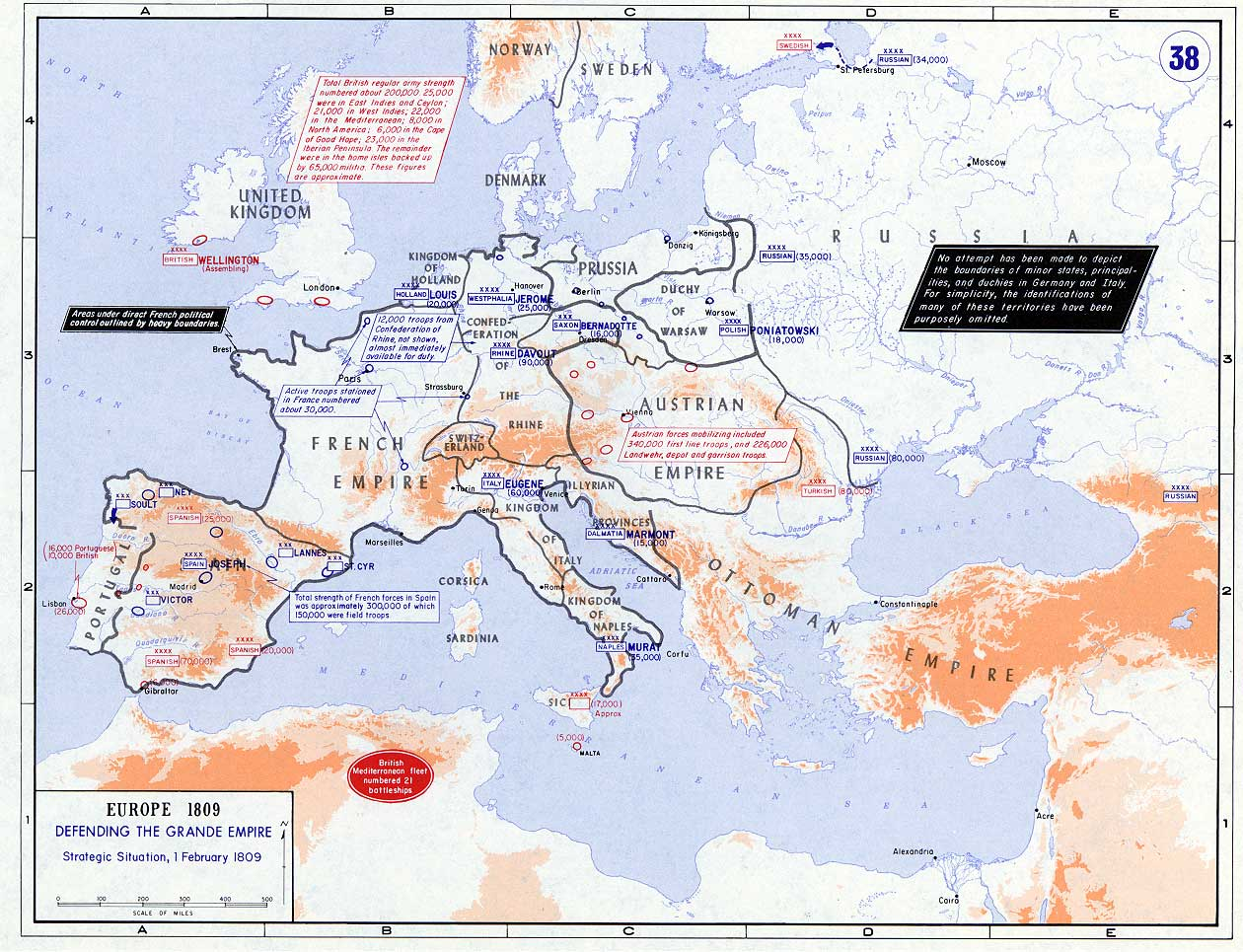
La situazione strategica in Europa nel febbraio del 1809

Per l'inizio del 1809 l'Impero francese, nato da appena cinque anni, si era ormai affermato come potenza egemone in Europa. Tutti i suoi avversari sul continente erano stati sconfitti: le forze dell'Impero austriaco e dell'Impero russo erano state battute nella battaglia di Austerlitz il 2 dicembre 1805, mentre la Prussia era stata umiliata e ridotta all'impotenza nel corso di una campagna-lampo nell'ottobre del 1806, culminata con la doppia sconfitta di Auerstädt e di Jena (14 ottobre 1806). Dopo un ennesimo successo nella battaglia di Friedland (14 giugno 1807), Napoleone era infine riuscito a convincere lo zar Alessandro I di Russia a firmare la pace di Tilsit, con cui i due imperi definivano le rispettive zone d'influenza sull'Europa. L'area di dominazione francese era molto vasta: gli stati tedeschi erano stati sottratti al controllo del Sacro Romano Impero e riuniti in una "Confederazione del Reno" sotto controllo francese, mentre gran parte del nord e centro Italia era stato annesso alla Francia o riunito in un Regno d'Italia il cui monarca era lo stesso Napoleone; infine Luigi Bonaparte, fratello dell'imperatore, era stato insediato sul trono del Regno d'Olanda, ed il Regno di Napoli era affidato al fedele maresciallo Gioacchino Murat.

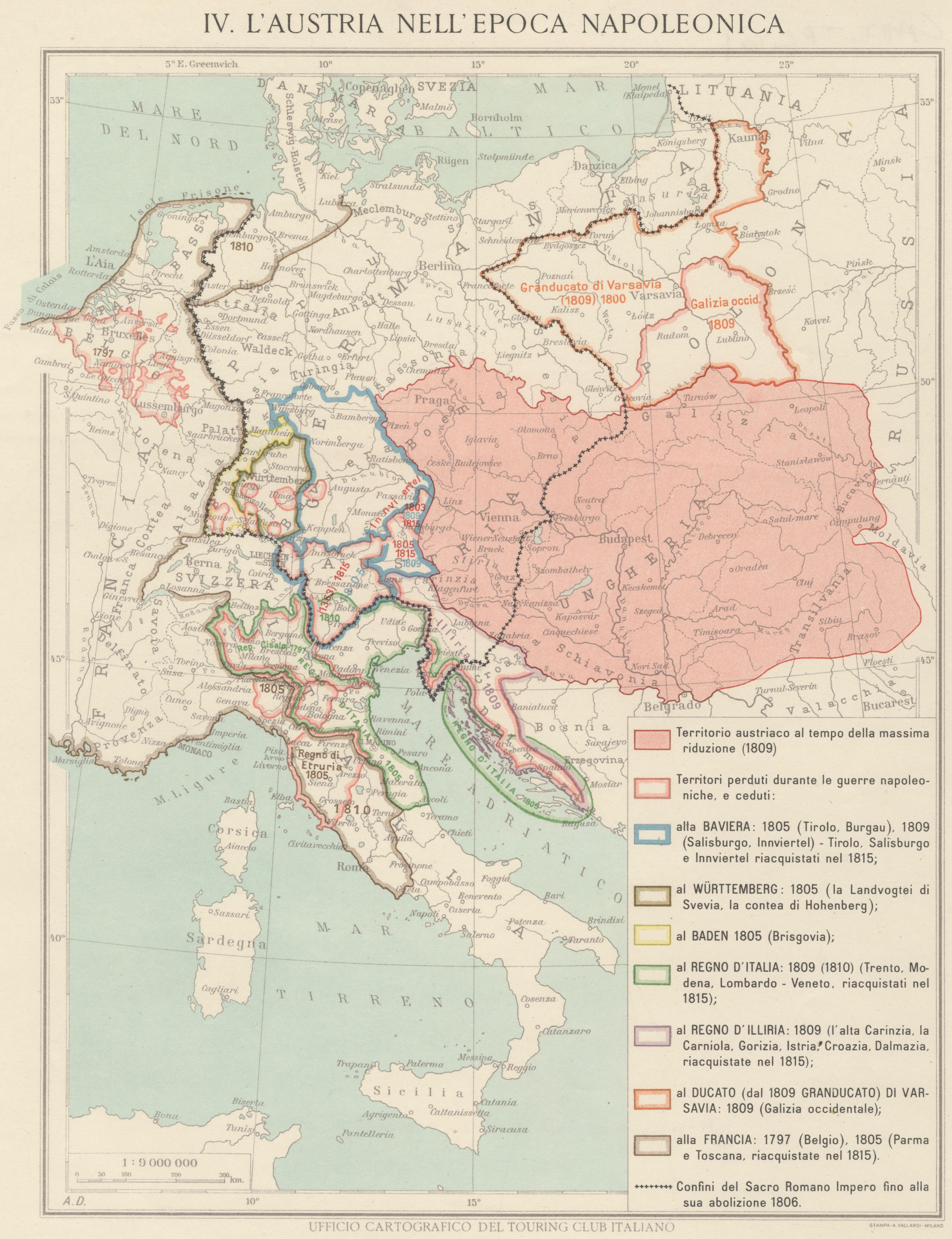
Mappa del territorio austriaco durante del guerre napoleoniche

L'unica potenza ancora intenta ad opporsi a Napoleone era il Regno Unito, in guerra contro la Francia fin dalla rottura della pace di Amiens nel maggio del 1803. Il controllo delle acque europee, acquisito dalla Royal Navy con la vittoria nella battaglia di Trafalgar (21 ottobre 1805), metteva al riparo la Gran Bretagna dal rischio di un'invasione e al contempo permetteva ai britannici di appoggiare chiunque in Europa intendesse opporsi alla Francia. Riconosciuta l'impossibilità di un attacco diretto, nel novembre del 1806 Napoleone aveva inaugurato il sistema del Blocco continentale, chiudendo tutti i porti europei alle navi e alle merci britanniche. L'applicazione del blocco costringeva però i francesi a estendere ancora di più la loro sfera d'influenza: nel novembre del 1807 le truppe francesi avevano invaso il Portogallo, allora neutrale, occupandolo in breve tempo. Contemporaneamente, un esercito francese si impossessò delle zone chiave della Spagna, formalmente un'alleata della Francia, ed il 6 maggio Napoleone costrinse il sovrano spagnolo ad abdicare in favore del fratello Giuseppe Bonaparte. L'incoronazione di Giuseppe fu percepita dal popolo spagnolo come un'imposizione di un monarca straniero, e tutta la nazione insorse contro i francesi, subito imitata anche dai portoghesi; prese alla sprovvista, le forze francesi iniziarono a patire una serie di insuccessi, culminati con la resa del generale Dupont al termine della battaglia di Bailén (16 - 19 luglio 1808): dalla proclamazione dell'Impero, non era mai accaduto che un'armata francese venisse obbligata alla resa. Contemporaneamente, un piccolo esercito britannico guidato dal generale Arthur Wellesley sbarcò in Portogallo, infliggendo ai francesi una sconfitta nella battaglia di Vimeiro (21 agosto 1808) e scacciandoli dal paese.
Le sconfitte nella penisola iberica costituivano un grave danno per il prestigio della Francia e potevano rappresentare un incentivo per i suoi nemici a riprendere le ostilità. Napoleone decise di intervenire direttamente in Spagna, ma prima volle cautelarsi da un possibile intervento di Austria e Prussia tramite un nuovo accordo con lo zar Alessandro: con la convenzione di Erfurt del 12 ottobre 1808 la Russia si impegnò, in caso di attacco austriaco, a denunciare l'Austria e a fare causa comune con la Francia. A dispetto della sua vaghezza, Napoleone si ritenne soddisfatto dall'accordo, e quello stesso giorno sciolse la sua Grande Armée, rimpiazzandola con una più ridotta "Armata del Reno", mentre 200 000 uomini delle migliori truppe francesi venivano convogliati dalla Germania verso il confine spagnolo. Alla loro testa, Napoleone travolse rapidamente ogni resistenza. Forzata la linea dell'Ebro, i francesi infransero la resistenza spagnola, occupando Madrid il 3 dicembre. Un esercito britannico giunto in supporto degli spagnoli dal Portogallo fu ben presto costretto alla ritirata, lasciando la Spagna dal porto di La Coruña nel gennaio del 1809 dopo aver subito gravi perdite nel corso di una dura campagna invernale.

### Il riarmo dell'Austria
(Klemens von Metternich, ambasciatore austriaco a Parigi)

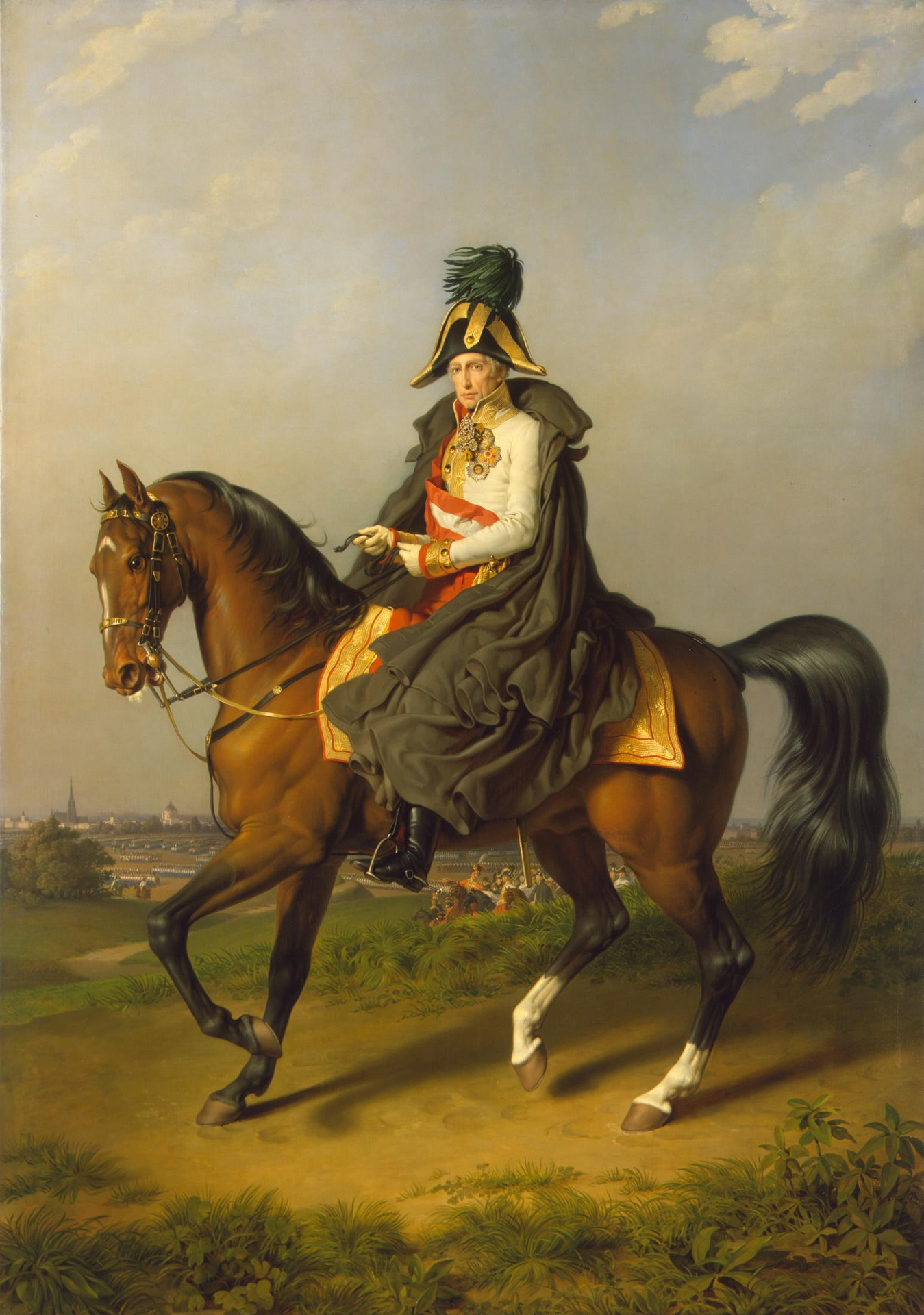
Francesco I, imperatore austriaco nel 1809.

La sconfitta subita nella guerra della terza coalizione del 1805, le perdite territoriali patite per via della pace di Presburgo e soprattutto la fine dell'influenza austriaca sulla Germania a vantaggio della Francia costituivano motivo di profondo risentimento da parte della corte di Vienna nei confronti dei francesi. Poiché era evidente che queste concessioni non potevano essere recuperate al tavolo della diplomazia, l'unica strada rimasta era quella di una nuova guerra contro l'impero di Napoleone. La pessima prova fornita dalle armate austriache nella guerra del 1805 rendeva impellenti nuove riforme in campo militare, riforme che subirono un'accelerazione quando l'arciduca Carlo d'Asburgo-Teschen fu nominato comandante in capo dell'esercito nel 1806: furono introdotte nuove formazioni tattiche, venne data maggiore importanza alle unità di fanteria leggera e alle tattiche di schermaglia e fu istituita la Landwehr, una milizia nazionale che riuniva tutti i maschi tra i 18 ed i 45 anni che non fossero già arruolati nell'esercito regolare, in pratica un tentativo di replicare la "leva di massa" della Francia rivoluzionaria. Poco prima dello scoppio della guerra Carlo introdusse la riforma più importante, istituendo anche nell'esercito austriaco il sistema dei corpi d'armata già adottato dalla Grande Armée francese: queste formazioni, composte da reparti di fanteria, cavalleria e artiglieria, erano in pratica dei piccoli eserciti in miniatura, capaci di combattere autonomamente, ma scaglionati, in modo che l'uno potesse rapidamente accorrere in supporto dell'altro.
Per la fine del 1808 la situazione sembrava favorevole per una mossa austriaca: le sconfitte di Bailén e Vimeiro avevano dimostrato che le armate francesi non erano invincibili, mentre il trasferimento di una larga fetta della Grande Armée (oltre che dello stesso Napoleone) in Spagna rendevano più favorevole la situazione sul fronte tedesco. Il Regno Unito era sempre pronto a fornire appoggio, dando assistenza finanziaria e promettendo di sbarcare un contingente di truppe nel nord della Germania, mentre un intervento austriaco avrebbe potuto provocare una rivolta anti-francese nei territori tedeschi, inducendo anche la Prussia ad unirsi al conflitto; un accordo per un intervento prussiano in favore dell'Austria in caso di conflitto era stato redatto nell'ottobre del 1808, anche se in seguito fu sconfessato dal re Federico Guglielmo III. Più incerto era l'atteggiamento che avrebbe assunto la Russia: nonostante gli impegni assunti ad Erfurt, tuttavia, era dato per scontato che lo zar non si sarebbe impegnato a fondo in un conflitto a fianco dei francesi contro la monarchia asburgica.
Le discussioni in seno alla corte di Vienna si fecero molto accese: il partito favorevole alla guerra annoverava l'imperatrice Maria Ludovica, il primo ministro von Stadion e l'ambasciatore austriaco a Parigi Klemens von Metternich, quest'ultimo convinto che nella stessa Francia vi fosse una forte avversione a un nuovo conflitto contro gli austriaci; il più contrario alla guerra era invece lo stesso arciduca Carlo, convinto che le riforme introdotte non fossero ancora sufficienti e ben rodate per garantire una supremazia austriaca sui veterani francesi. Incoraggiato anche dall'evidente sostegno popolare alla guerra, l'imperatore Francesco I, fratello maggiore dell'arciduca Carlo, prese infine la decisione l'8 febbraio 1809: l'Austria avrebbe dichiarato guerra alla Francia nella primavera seguente, e l'esercito austriaco fu posto in mobilitazione.

## Piani e schieramenti

### Gli austriaci

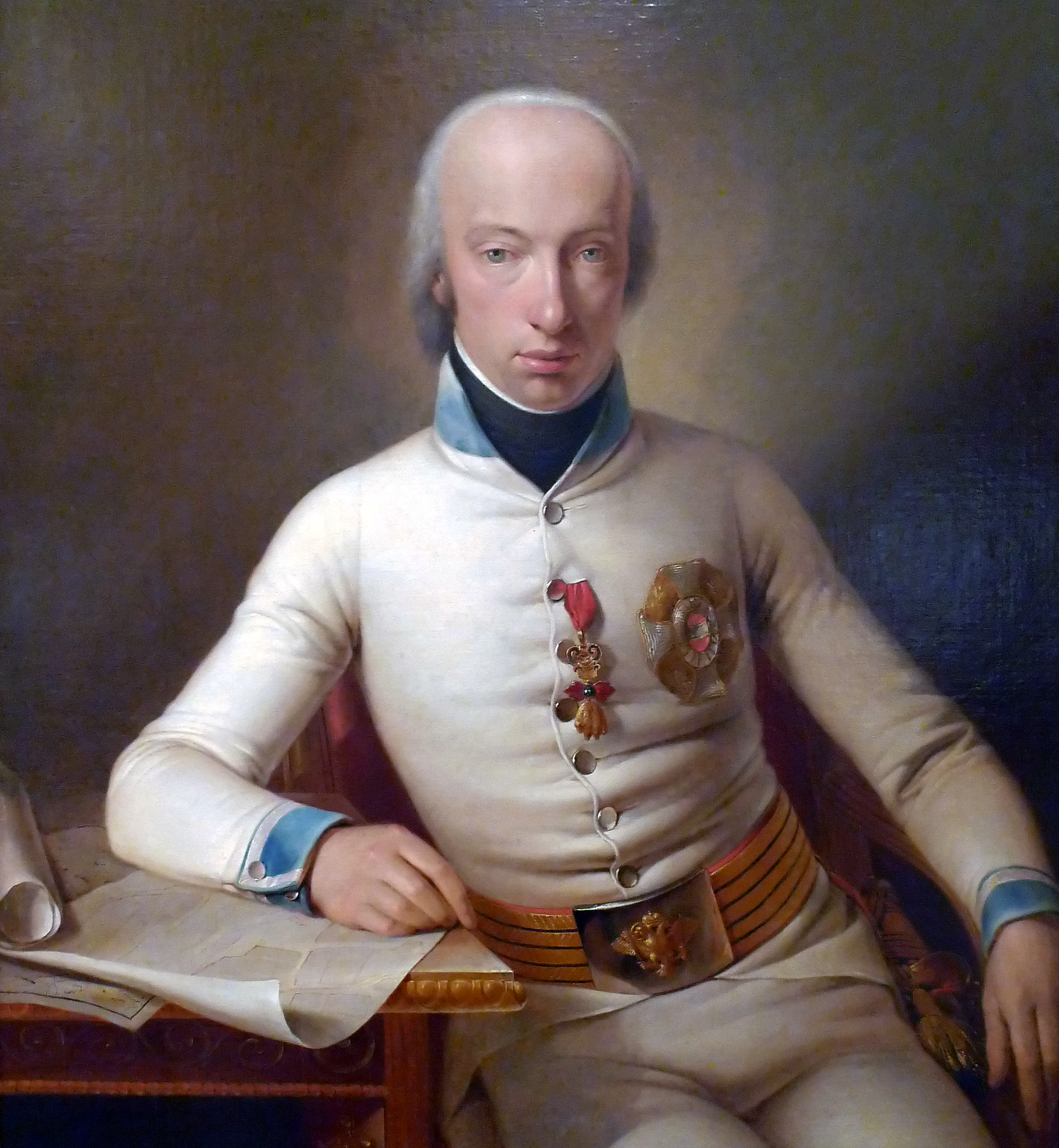
Carlo d'Asburgo-Teschen, comandante in capo delle forze austriache

Il piano di guerra austriaco, elaborato da Carlo e dal suo capo di stato maggiore generale Mayer, prevedeva che il grosso dell'esercito (otto degli undici corpi d'armata disponibili) si concentrasse in un assalto contro la Baviera, membro chiave della Confederazione del Reno e storica alleata della Francia: l'attacco doveva partire dalla Boemia, a nord del Danubio, con sei corpi d'armata, dirigendo verso Ratisbona e il fiume Meno per cogliere le principali forze francesi nei loro acquartieramenti, per proseguire verso Magonza o piegare a sud verso Ulm; gli altri due corpi d'armata, schierati a sud del Danubio, avrebbero protetto il fianco meridionale dell'armata principale. Il piano era molto audace: se eseguito con celerità e sfruttando l'effetto sorpresa avrebbe tagliato in due lo schieramento francese, infliggendo loro una sconfitta che avrebbe indotto rivolte tra la popolazione tedesca e defezioni in seno alla Confederazione; insieme al promesso sbarco britannico nella Germania settentrionale, l'attacco austriaco avrebbe fatto pressioni sulla Prussia, inducendola a schierarsi con i coalizzati.
Mentre i preparativi bellici proseguivano, tuttavia, Carlo iniziò a ripensare questo piano, ulteriormente preoccupato dal rifiuto prussiano di collaborare con l'Austria. Con solo due corpi d'armata a sud del Danubio, il piano originario lasciava Vienna e le linee di comunicazioni con l'armata austriaca operante in Italia molto vulnerabili rispetto ad improvvisi attacchi francesi. Carlo propose quindi di rischierare il grosso delle truppe a sud del Danubio, da dove sarebbe partito l'attacco; Mayer si oppose fermamente a questo cambiamento, sostenendo che l'avanzata sarebbe stata rallentata dai troppi fiumi da attraversare. Il contrasto fu risolto solo ai primi di marzo, quando Mayer fu allontanato dal suo incarico da Carlo, e il 12 marzo iniziò il rischieramento dell'armata austriaca secondo il nuovo piano concepito dall'arciduca. È dibattuto se il cambio di piano abbia influito sulla campagna: il trasferimento a sud del Danubio ritardò di tre settimane l'inizio programmato della campagna, dando così ai francesi più tempo per prepararsi, ma comunque lo stesso esercito austriaco non era pronto per iniziare l'attacco nei tempi originariamente prefissati.

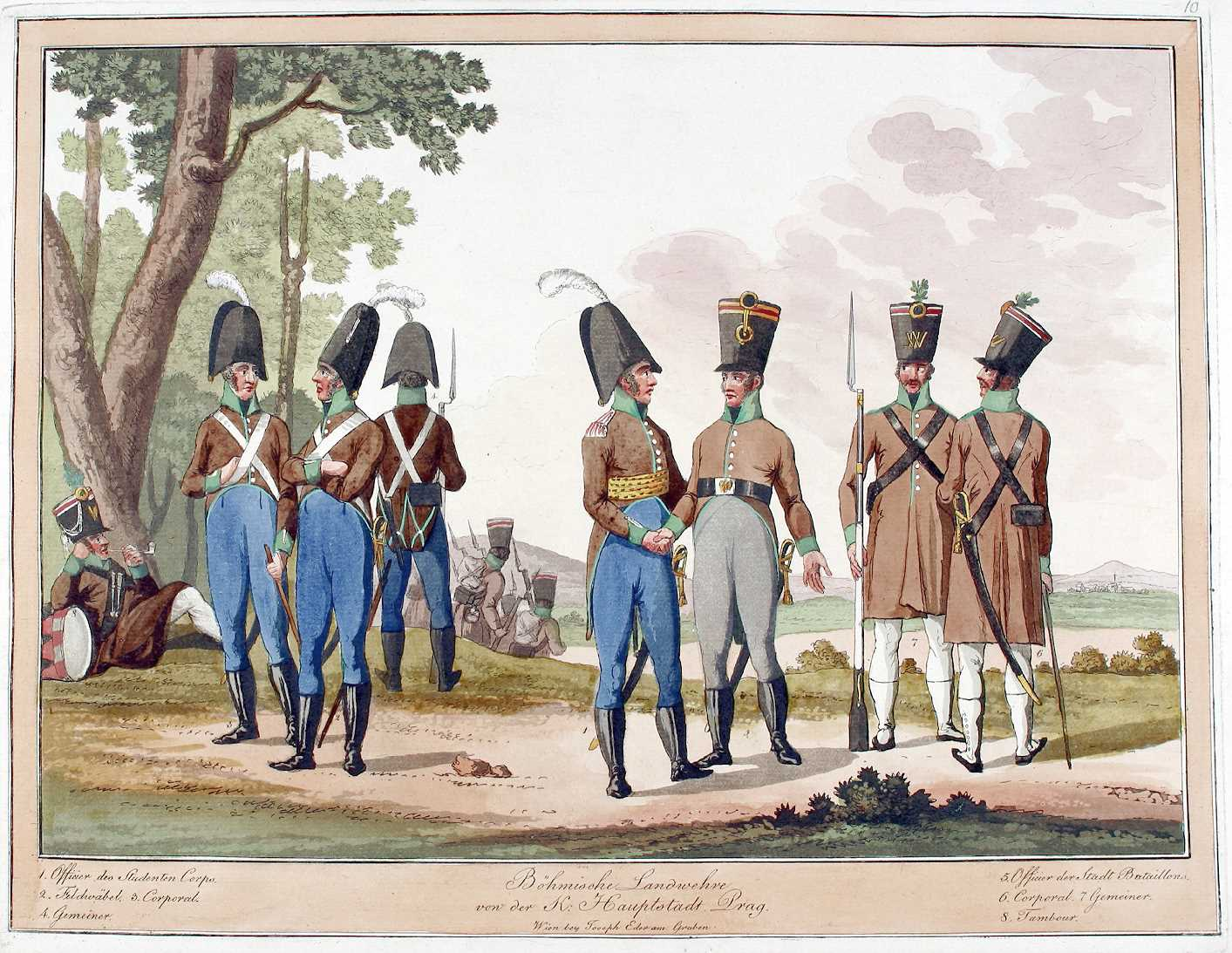
Miliziani della Landwehr boema

Il piano finale prevedeva che sei corpi d'armata austriaci (il III del generale Hohenzollern, il IV di Rosemberg, il V dell'arciduca Luigi, il VI di Hiller, il I corpo della riserva di Liechtenstein ed il II corpo della riserva di Kienmayer) avrebbero attaccato la Baviera partendo dalla linea del fiume Inn, puntando sul concentramento francese tra Augusta e Donauwörth, mentre una divisione autonoma sotto il generale Franjo Jelačić avrebbe occupato Monaco di Baviera, più a sud; i due corpi d'armata lasciati a nord del Danubio (il I di Bellegarde e il II di Kollowrat) avrebbero assecondato la manovra dell'armata principale, occupando la zona tra Amberg e Ratisbona e assicurandosi il controllo dei principali punti di passaggio sul grande fiume. Altre due armate austriache avrebbero operato in teatri secondari, più che altro per distrarre truppe francesi dalla Germania: l'arciduca Giovanni, fratello di Carlo, avrebbe guidato due corpi d'armata (l'VIII di Albert Gyulai ed il IX di Ignaz Gyulai) in un'invasione del nord Italia, mentre l'arciduca Ferdinando avrebbe condotto il suo VII corpo contro il Ducato di Varsavia; infine, un piccolo corpo di 8 000 uomini, per lo più appartenenti alla milizia confinaria del Grenzer, fu distaccato sotto il generale Andreas Stojevic per contrastare mosse francesi dalla Dalmazia.
In totale gli austriaci mettevano in campo 280 000 uomini dell'esercito regolare, di cui quasi 190 000 in Baviera con l'armata di Carlo, 47 000 in Italia con Giovanni e 35 500 con Ferdinando in Polonia; a questi si aggiungevano circa 300 000 uomini tra truppe di riserva, guarnigioni delle fortezze e miliziani della Landwehr, il cui valore militare era inferiore alle truppe regolari. La mobilitazione della Landwehr fu consistente, anche se inferiore al previsto a causa della natura variegata dell'impero: l'Ungheria si rifiutò di arruolarla ma acconsentì, dopo lo scoppio della guerra, a mobilitare la Insurrectio, la tradizionale milizia feudale per la difesa locale. Il sistema della Landwehr non fu invece adottato in alcune regioni dell'impero dove maggiore era l'ostilità alla monarchia, come la Galizia polacca.

### LaGrande Armée

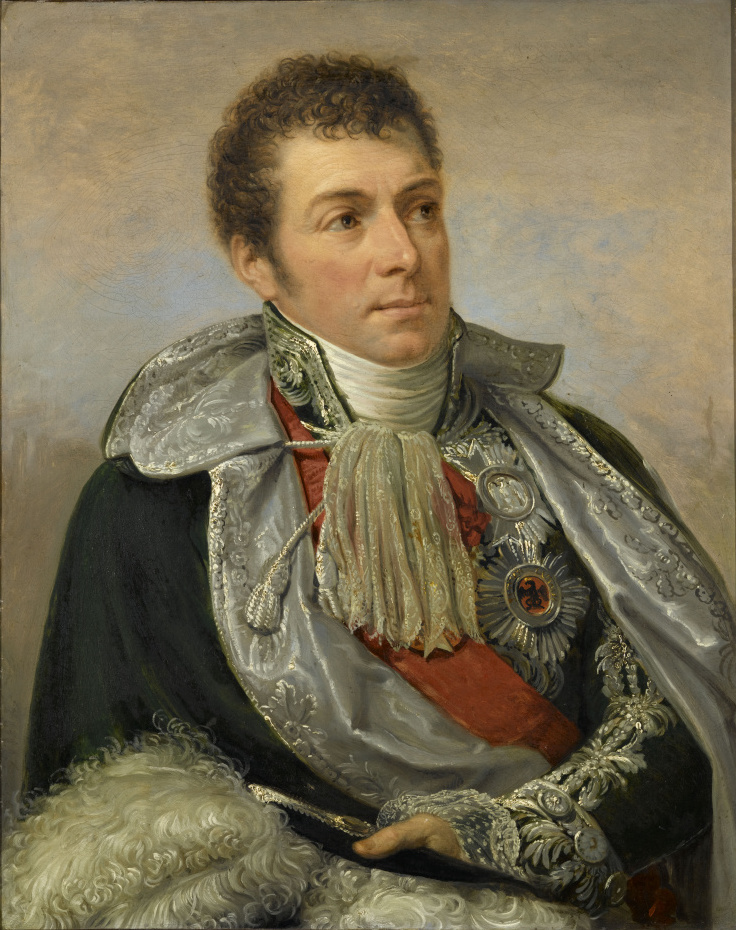
Louis Alexandre Berthier, capo di stato maggiore di Napoleone e comandante dell'Armata del Reno agli inizi della guerra

Le intenzioni bellicose dell'Austria non erano passate inosservate ai francesi: già il 17 gennaio 1809 Napoleone aveva lasciato la Spagna, per rientrare a Parigi il 23 gennaio seguente; decise però di rimanere nella capitale, preoccupato che un suo arrivo in Germania accelerasse i preparativi bellici degli austriaci. L'imperatore era convinto che in definitiva l'Austria non sarebbe scesa in guerra, e che comunque prima di farlo avrebbe richiamato il suo ambasciatore a Parigi; si sbagliava su entrambi i punti. Con l'impegno in Spagna che continuava e quindi la necessità di coprire due fronti, l'esercito francese si trovava gravemente a corto di uomini; a ciò Napoleone fece fronte in due modi: come prima cosa, ordinò un incremento della coscrizione, richiamando all'inizio del 1809 80 000 uomini della classe di leva del 1810 (in anticipo di un anno quindi sulla loro normale data di chiamata), seguiti da altri 110 000 uomini nei mesi seguenti. Tutto ciò non fece altro che rendere ancora più impopolare la coscrizione, e una discreta percentuale dei richiamati non si presentò. Anche se l'addestramento di base delle reclute poteva essere completato in poco tempo, vi erano comunque gravi carenze nella disponibilità di ufficiali e sottufficiali esperti. Per compensare le carenze di organico ed esperienza dei reparti francesi, Napoleone dovette appoggiarsi ancora di più agli eserciti degli stati tedeschi alleati: se prima di allora tali truppe erano di solito impiegate in compiti ausiliari o di secondo piano, per la campagna del 1809 furono schierate in prima linea, sia in reparti composti solo da tedeschi sia mischiate con i reggimenti francesi; tutti i comandanti di corpo d'armata e gran parte dei comandanti di divisione rimanevano comunque francesi.

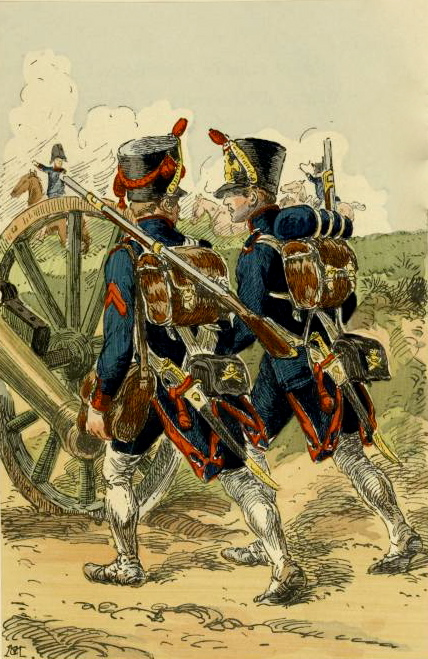
Artiglieri francesi con le divise del 1809

Con Napoleone ancora a Parigi, l'Armata del Reno francese (che, dalla fine di marzo, riprese la vecchia denominazione di Grande Armée de l'Allemagne) era guidata dal maresciallo Louis Alexandre Berthier, eccellente amministratore e capo di stato maggiore, ma piuttosto carente come comandante militare. Napoleone gli ordinò di concentrare il grosso delle truppe nella zona di Ratisbona entro il 15 aprile; se l'attacco austriaco fosse arrivato prima, doveva invece ritirarsi dietro il fiume Lech e concentrarsi a Donauwörth. Le piogge e il cattivo tempo, che pure stavano ostacolando i movimenti degli austriaci, provocarono problemi anche ai francesi: il telegrafo ottico era inutilizzabile e le strade ridotte a un pantano ritardavano i movimenti dei corrieri. Gli ordini di Napoleone arrivavano a Berthier in maniera frammentaria e i reparti francesi furono fatti muovere avanti e indietro per diversi giorni, sparpagliandoli su una vasta area.
Per la fine di marzo, Napoleone aveva 174 000 uomini in Baviera o sulla via per raggiungerla. La forza principale era rappresentata dal III corpo d'armata del maresciallo Louis Nicolas Davout, schierato sulle due rive del Danubio dentro ed attorno a Ratisbona, mentre i 30 000 uomini dell'esercito bavarese, riuniti nel VII corpo sotto il maresciallo François Joseph Lefebvre, erano posizionati più a sud dietro l'Isar; ad ovest, dietro la linea del Lech, si stavano concentrando altri due corpi d'armata francesi, il II del generale Nicolas Charles Oudinot (in sostituzione del suo legittimo comandante, il maresciallo Jean Lannes, ancora in arrivo dalla Spagna) ed il IV del maresciallo Andrea Massena. Altre truppe erano più lontane: l'VIII corpo del generale Dominique-Joseph René Vandamme (in gran parte formato da truppe del Württemberg) e una divisione mista di reparti della Confederazione sotto il generale Rouyer erano in arrivo a Ulm e Donauwörth, mentre la Riserva di cavalleria del maresciallo Jean Baptiste Bessières e la Guardia imperiale (che ormai aveva assunto le dimensioni di un piccolo corpo d'armata) erano ancora in marcia dopo essere state richiamate dalla Spagna. Infine, l'esercito del Regno di Sassonia formava il IX corpo sotto il maresciallo Jean-Baptiste Jules Bernadotte, incaricato di presidiare la frontiera boema, mentre nel nord della Germania Gerolamo Bonaparte stava radunando il suo X corpo, composto dalle truppe del Regno di Vestfalia e da una divisione olandese.
Altre truppe erano dislocate sui teatri secondari: il viceré Eugenio di Beauharnais (assistito dal generale Macdonald) comandava l'Armata d'Italia con 68 000 tra francesi e italiani incaricati di difendere il Veneto da attacchi austriaci, potendo anche contare sull'appoggio dei 10 000 uomini dell'XI corpo del generale Auguste Marmont, schierati in Dalmazia e reduci dall'occupazione della Repubblica di Ragusa. Infine, il generale Józef Antoni Poniatowski comandava 18 000 uomini tra polacchi e sassoni incaricati di difendere il Ducato di Varsavia.

## La guerra

### Attacco austriaco e risposta francese

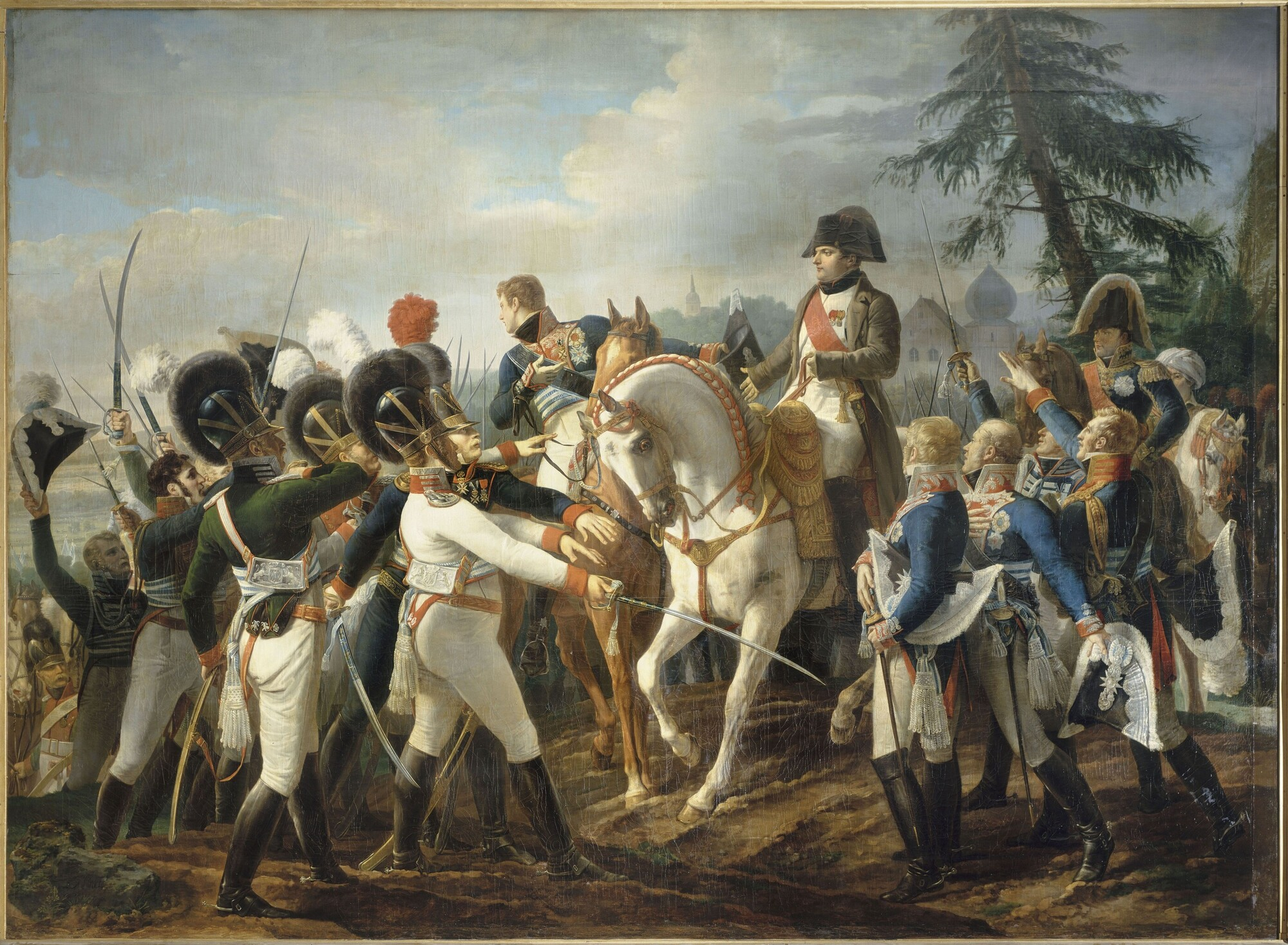
Napoleone incoraggia i soldati bavaresi prima della battaglia di Abensberg

La mattina del 10 aprile, dopo regolare dichiarazione di guerra, l'esercito austriaco attraversò il fiume Inn ed entrò in Baviera, dando inizio alle ostilità. La notizia raggiunse Parigi il 12 aprile, e il giorno dopo Napoleone lasciò la capitale alla volta del fronte. Con il grosso delle forze bavaresi schierate dietro l'Isar, l'avanzata di Carlo non fu inizialmente contrastata. Le continue piogge avevano trasformato le strade in un pantano ed i servizi logistici austriaci, ancora in gran parte basati sul trasporto su carri, andarono ben presto in tilt, rallentando il ritmo dell'avanzata. Il 16 aprile Carlo ottenne un primo successo, occupando Landshut e respingendo dall'Isar i bavaresi di Lefebvre, che ripiegarono verso il Lech. Il giorno successivo Napoleone raggiunse il quartier generale di Donauwörth: resosi conto che a causa degli ordini di Berthier le truppe francesi erano sparpagliate su un'area troppo vasta, si diede subito da fare per raggrupparle, ordinando al III corpo di Davout di ripiegare da Ratisbona verso sud per ricongiungersi alle truppe di Lefebvre, mentre i corpi di Oudinot e Masséna furono fatti avanzare sulla destra per contrastare le truppe austriache avanzanti. Dopo aver attraversato l'Isar Carlo aprì le sue forze a ventaglio, alla ricerca del corpo centrale del nemico. Venuto a conoscenza della posizione vulnerabile di Davout, Carlo diresse verso Ratisbona la parte centrale del suo esercito (i corpi di Hohenzollern, Rosenberg, Liechtenstein e Kienmayer), per stringere i francesi tra le sue truppe e il corpo di Kollowrat che muoveva sulla città da nord. Ai corpi di Hiller e dell'arciduca Luigi fu affidato il compito di marciare fino al fiume Abens per proteggere il fianco sinistro dell'armata, mentre la divisione di Jelačić occupava Monaco di Baviera senza incontrare opposizione.

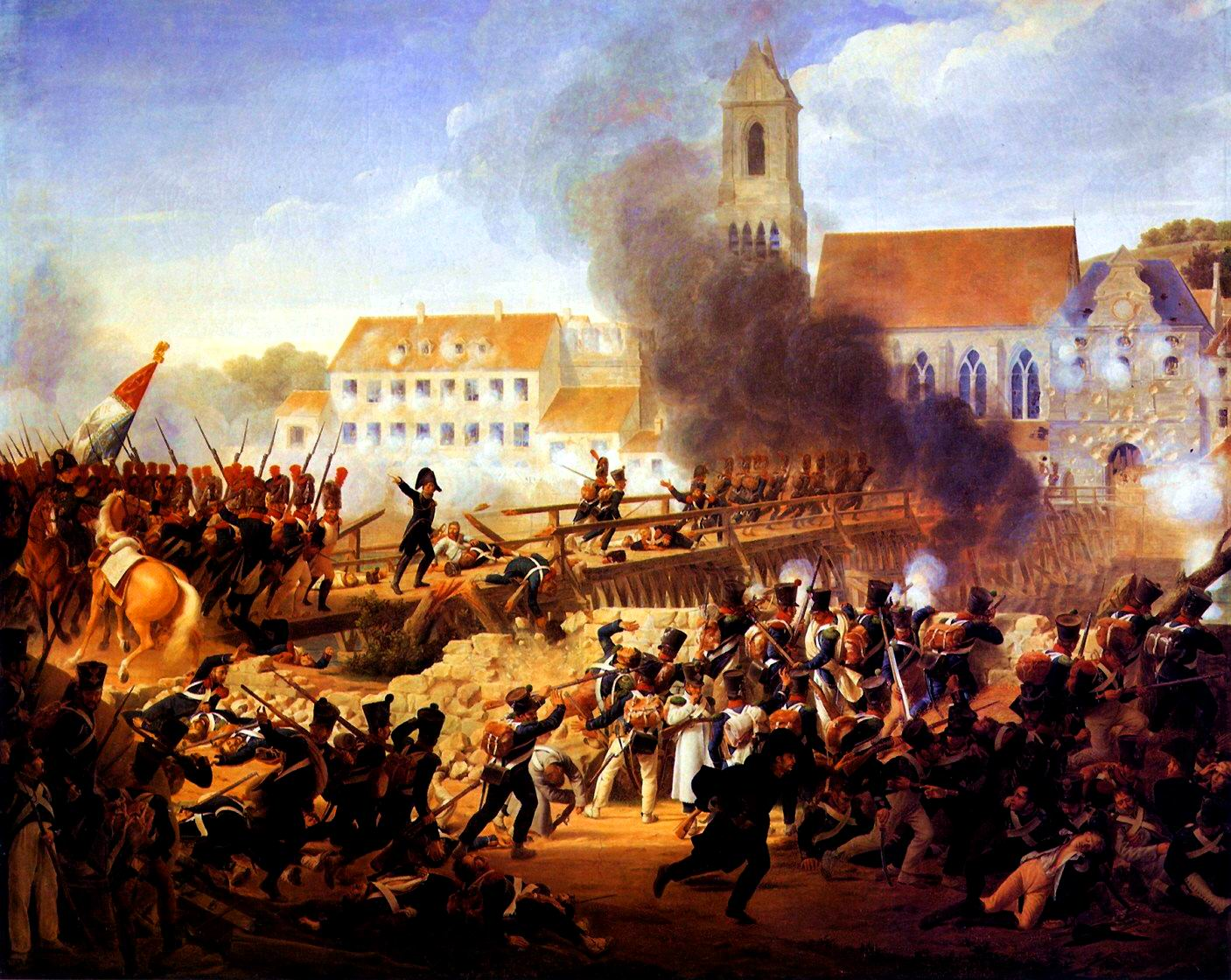
Il generale Georges Mouton guida l'attacco francese al ponte di Landshut

Lasciato un reggimento francese a presidio di Ratisbona e del suo ponte in pietra sul Danubio, la mattina del 19 aprile Davout mosse verso sud-ovest, finendo per cozzare contro il corpi di Hohenzollern e Liechtenstein nei pressi dei villaggi di Teugn e Hausen; dopo un confuso scontro tra i boschi le forze austriache furono respinte, consentendo a Davout di ricongiungersi ai bavaresi di Lefebvre più tardi quello stesso giorno. Il 20 aprile Napoleone lanciò la sua controffensiva, spingendo i bavaresi e il corpo di Vandamme contro l'ala sinistra austriaca, mentre Masséna e Oudinot manovravano sul fianco meridionale. Nel corso di una serie di scontri separati, che andarono a formare la battaglia di Abensberg, le forze di Hiller e Luigi furono duramente respinte, ritirandosi verso l'Isar tallonate dai francesi. Convinto di stare affrontando il corpo centrale degli austriaci, Napoleone si spinse avanti, ingaggiando di nuovo il giorno successivo le truppe di Luigi e Hiller nella battaglia di Landshut: gli austriaci furono ributtati indietro con molte perdite, non riuscendo nemmeno a distruggere il ponte sull'Isar che fu catturato dai francesi. Napoleone pianificò di riprendere l'inseguimento, ma la mattina del 22 aprile giunsero nuove notizie dal nord: Ratisbona era stata catturata dagli austriaci con il suo importante ponte intatto, mentre Davout riferiva di stare affrontando un grosso concentramento di truppe nemiche a nord del villaggio di Eckmühl. Lasciata la cavalleria di Bessières ad inseguire gli austriaci oltre l'Isar, Napoleone piegò a nord con i corpi di Vandamme, Masséna ed Oudinot, in aiuto di Davout.

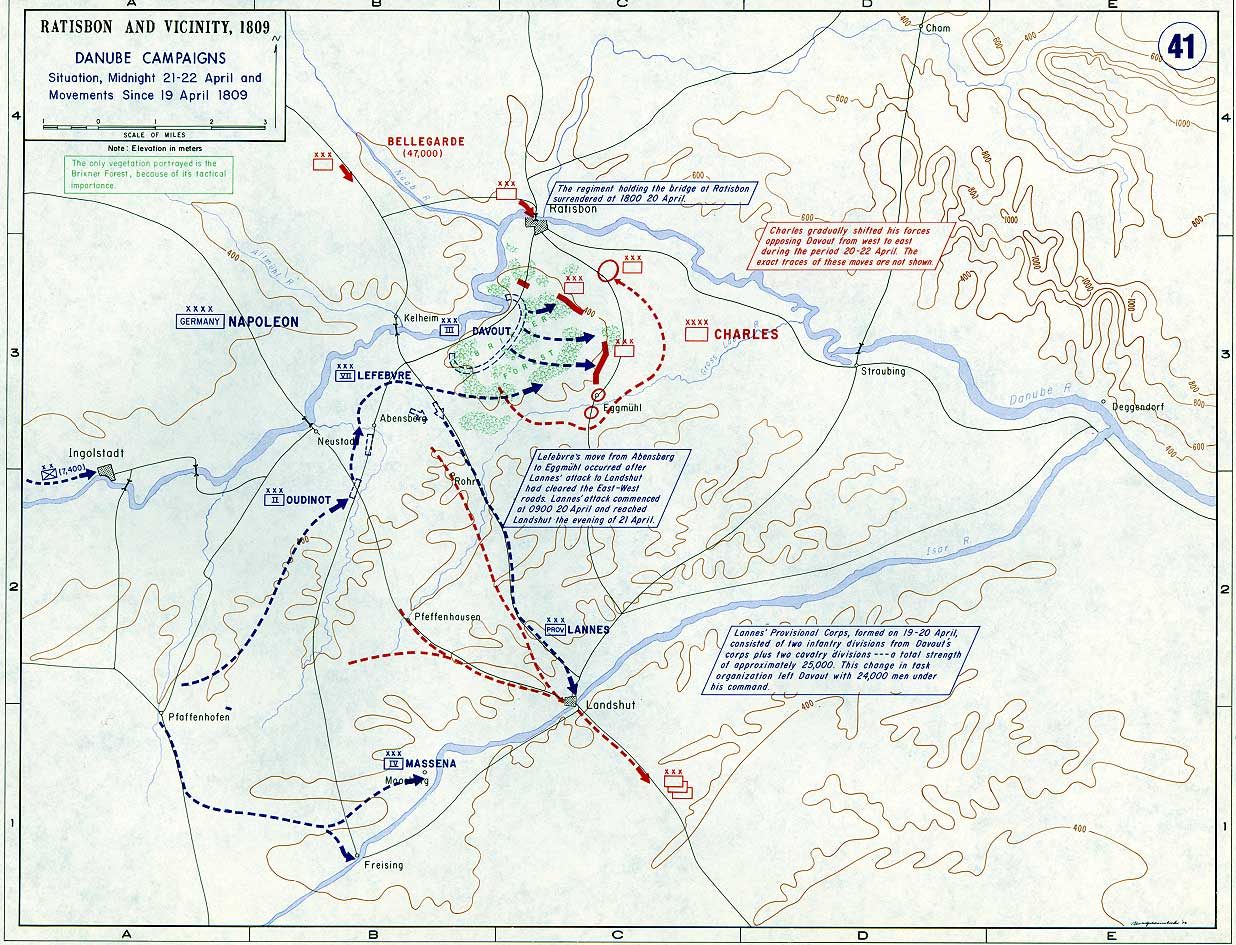
La situazione strategica alla mezzanotte tra il 21 ed il 22 aprile

Quando il 20 aprile Napoleone aveva dato inizio alla sua controffensiva, aveva ordinato ai corpi di Davout e Lefebvre di avanzare e ingaggiare qualsiasi contingente nemico che si fossero trovati davanti. Davout si era subito messo all'opera, attaccando il corpo di Hohenzollern ed obbligandolo a ripiegare. Quello stesso 20 aprile gli austriaci presero Ratisbona, stabilendo un solido collegamento con le truppe dislocate a nord del Danubio. Carlo stava pianificando di concentrare le sue forze a sud della città per lanciare un attacco il giorno successivo, ma la mattina del 21 aprile venne informato dell'avanzata di Davout. Il maresciallo francese procedeva con decisione attraverso il terreno boscoso, scontrandosi con formazioni austriache via via più numerose; solo nel pomeriggio si rese conto di essere entrato in contatto con il grosso delle forze nemiche. Attestatosi in posizione difensiva, inviò subito richieste di rinforzi a Napoleone.
La condotta aggressiva di Davout aveva comunque impensierito Carlo, che si era convinto di stare affrontando il corpo principale della Grande Armée guidato dallo stesso Napoleone. Preoccupato che un attacco francese potesse tagliare la vitale strada Eckmühl-Ratisbona, l'arciduca fece rischierare i suoi corpi dietro di essa, fatto che generò una certa confusione nella linea austriaca. Dopo che un primo attacco contro le posizioni francesi era stato respinto, Carlo ordinò di arrestare ogni ulteriore operazione per il sopraggiungere della notte, prevedendo di riprendere il combattimento per la mattina successiva.
La mattina del 22 aprile furono invece le truppe di Napoleone ad attaccare per prime: i württemburghesi di Vandamme e un contingente misto di cavalleria franco-bavarese guidato dal maresciallo Lannes si abbatterono inaspettati sul fianco meridionale della linea austriaca, conquistando Eckmühl e assicurandosi un passaggio sul fiume Gross Laaber. Anche Davout si mise in marcia, assalendo il fronte austriaco con i bavaresi di Lefebvre sulla destra. Con la pressione franco-alleata che si faceva insostenibile, nel primo pomeriggio Carlo decise di ripiegare verso Ratisbona, ordinando al corpo di Rosenberg di trattenere il nemico fino al completamento della manovra; Rosenberg riuscì nell'intento attraverso una serie di disperate cariche di cavalleria, che costarono agli austriaci diverse perdite. Con la sua armata in grave confusione, ma ancora relativamente intatta, Carlo decise di proseguire la ritirata oltre Ratisbona, rifugiandosi sulla riva settentrionale del Danubio nella notte tra il 22 ed il 23 aprile.

### I teatri secondari

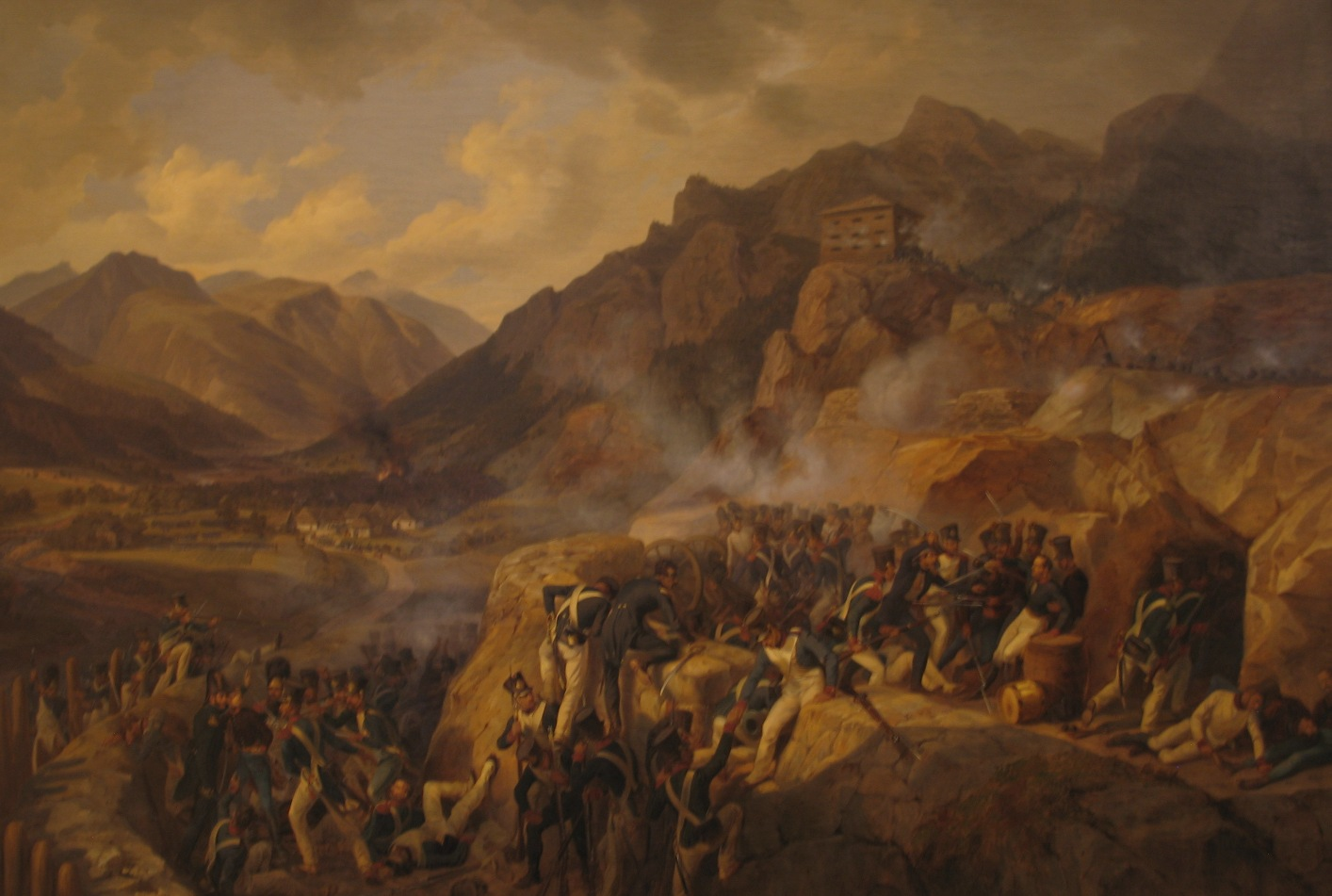
Lo scontro di Malborghetto, parte della più ampia battaglia di Tarvisio

Il 10 aprile gli austriaci iniziarono le operazioni belliche anche sui teatri secondari di Italia e Polonia. I due corpi d'armata dell'arciduca Giovanni lanciarono un'invasione del Veneto. Furono affrontati dall'armata franco-italiana di Eugenio di Beauharnais: catturata Udine il 12 aprile, le forze austriache mossero sulla linea del Tagliamento, dietro la quale Eugenio aveva ammassato parte delle sue forze. Dopo una prima scaramuccia a Pordenone il 15 aprile, i due eserciti si scontrarono il giorno seguente nella battaglia di Sacile: grazie alla superiorità in fatto di cavalleria gli austriaci riuscirono ad aggirare il fianco dell'armata di Eugenio, che si affrettò ad ordinare la ritirata.
Su consiglio di Napoleone, Eugenio arretrò la sua armata fino alla linea dell'Adige, 130 km più a sud, lasciando però una forte guarnigione a presidio di Venezia e obbligando così Giovanni a distaccare un grosso contingente per bloccare la città. Le forze austriache arrivarono davanti a Verona il 27 aprile, dove dovettero affrontare una controffensiva da parte delle forze di Eugenio. Tra il 27 ed il 30 aprile, nel corso di una serie di combattimenti separati che complessivamente andarono a formare la battaglia di Caldiero, l'armata di Giovanni fu in grado di respingere gli attacchi dei franco-italiani obbligandoli a ritornare sulle posizioni di partenza.
Le vittorie di Napoleone in Baviera rendevano critica la posizione di Giovanni in Italia, che rischiava di rimanere tagliato fuori. L'arciduca iniziò quindi una ritirata verso nord, tallonato dalle forze di Eugenio. L'8 maggio le due armate tornarono ad affrontarsi nella battaglia del Piave, dove Giovanni subì una dura sconfitta che lo obbligò ad affrettare la ritirata. Condotte le sue forze a Sacile, l'arciduca le divise in due gruppi inviando il IX corpo d'armata verso la Carniola e l'VIII in Carinzia. Tra il 15 ed il 18 maggio, con una nuova vittoria dei franco-italiani nella battaglia di Tarvisio, le ultime forze austriache furono espulse dal territorio italiano.

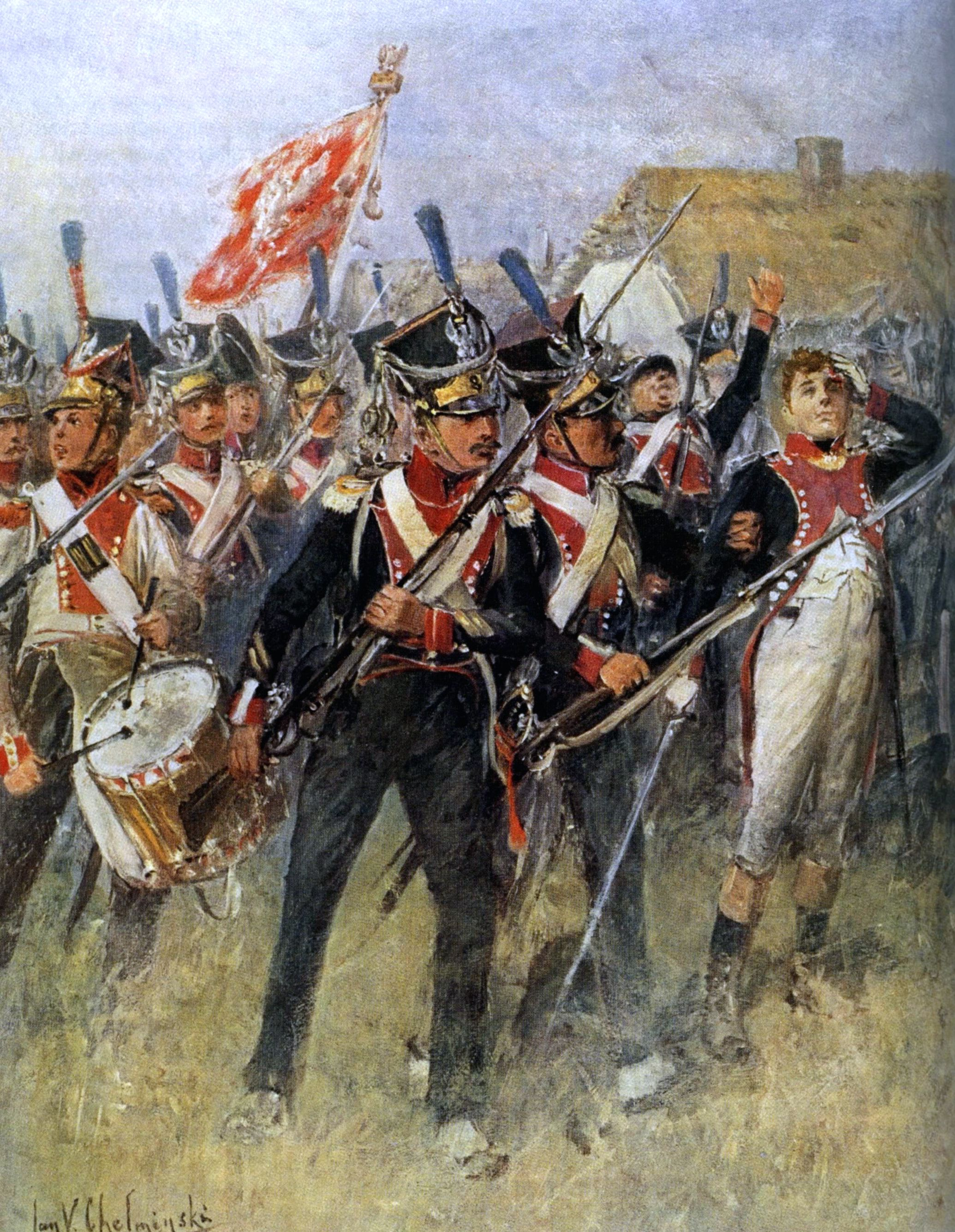
La fanteria polacca alla battaglia di Raszyn

Anche sul fronte della Dalmazia si erano svolti diversi combattimenti: a dispetto della loro inferiorità numerica, le truppe del generale Stojevic lanciarono una serie di attacchi a partire dal 26 aprile contro le posizioni francesi lungo il fiume Zermagna, obbligando le forze del generale Marmont a ripiegare verso le più sicure fortezze di Zara e Knin. Per due settimane il fronte rimase stazionario, con gli austriaci troppo deboli per scalzare i francesi dalle loro posizioni fortificate; a metà maggio Stojevic fu informato della ritirata di Giovanni dal Veneto e della sua sconfitta sul Piave e si preparò a ripiegare verso nord. Marmont ne approfittò lanciando una controffensiva ed il 16 maggio, nel corso di un breve combattimento nei pressi di Pribudić, inflisse una dura sconfitta alle forze austriache, facendo prigioniero lo stesso Stojevic. I superstiti della forza austriaca si ricongiunsero con il IX corpo di Ignaz Gyulai nei pressi di Zagabria, mentre Marmont marciò verso nord-ovest per unirsi alle forze di Eugenio, occupando nel mentre Trieste (28 maggio) e Lubiana (3 giugno).
Molto lontano dal teatro principale, le forze dell'arciduca Ferdinando lanciarono il 17 aprile un'invasione del Ducato di Varsavia, avanzando rapidamente. Con il grosso delle truppe polacche inviato in Spagna, il generale Poniatowski arretrò il piccolo esercito del ducato per difendere Varsavia, scontrandosi con Ferdinando nella battaglia di Raszyn il 19 aprile: i polacchi ressero ai ripetuti attacchi degli austriaci, imponendo loro un nulla di fatto. Visto tuttavia il pessimo stato delle fortificazioni della capitale, Poniatowski decise di ritirare la sua armata dietro la linea della Vistola, lasciando Varsavia agli austriaci che la occuparono indisturbati il giorno seguente. L'occupazione della capitale tuttavia fu una vittoria inutile per Ferdinando, visto che i polacchi mantennero il controllo del sobborgo di Praga con i suoi ponti sulla Vistola.
Lasciata una forte guarnigione a Varsavia e inviato un contingente ad assediare la fortezza di Toruń, Ferdinando tentò a più riprese di stabilire una testa di ponte sul lato destro della Vistola, ma ogni volta fu respinto dai polacchi. Riguadagnata l'iniziativa, Poniatowski aggirò il fianco dell'armata austriaca e diresse le sue forze in Galizia, occupando in rapida successione Lublino (14 maggio), Sandomierz (18 maggio) e Leopoli (27 maggio). La sua rapida avanzata convinse la Russia ad inviare un forte contingente in Galizia, per evitare che i polacchi conquistassero troppo territorio. Preoccupato per l'intervento russo, Ferdinando arretrò le sue forze a sud rioccupando Sandomierz e Leopoli, ma non riuscì ad impedire la conquista polacca di Cracovia il 15 luglio. La situazione rimase invariata fino alla firma del trattato di pace finale.

### Passo falso ad Aspern-Essling

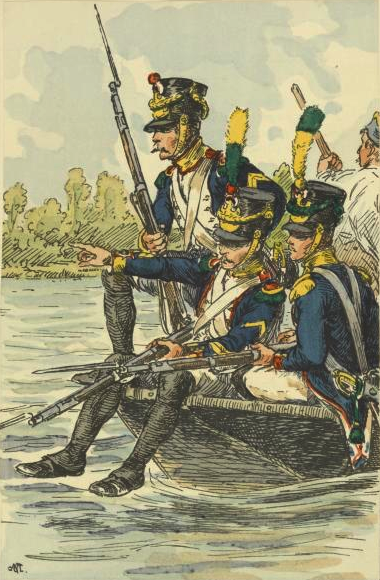
I voltigeur della fanteria francese attraversano in barca il Danubio

Il 23 aprile la Grande Armée di Napoleone si presentò davanti a Ratisbona. Furono necessari diversi assalti e una dura lotta casa per casa per scacciare la guarnigione austriaca della città, che tuttavia fu in grado di mantenere l'accesso settentrionale del ponte sul Danubio, consentendo così il rapido deflusso della retroguardia di Carlo. In cinque giorni Napoleone aveva ripristinato a suo favore una situazione critica, vinto un'importante battaglia e annullato tutte le conquiste fatte dagli austriaci in Baviera. Tuttavia l'armata di Carlo, sebbene battuta e in ritirata, conservava quasi intatto il suo potenziale bellico, visto che i francesi non erano riusciti a distruggere nemmeno uno dei corpi d'armata austriaci. Le forze di Hiller e Luigi, ancora sulla riva meridionale del Danubio, avevano fatto fronte alle truppe di Bessières che le inseguivano, infliggendo loro il 24 aprile una sconfitta nella battaglia di Neumarkt per proseguire indisturbate la ritirata verso est. Con Carlo ormai lontano in Boemia, Napoleone lasciò la divisione di Rouyer a presidio di Ratisbona e diresse il resto dell'armata lungo la riva meridionale del Danubio, alla caccia dei due corpi d'armata di Hiller e Luigi. Il 3 maggio Masséna agganciò la retroguardia di Hiller nei pressi di Linz, infliggendole una sconfitta nella seguente battaglia di Ebersberg che tuttavia non impedì al comandante austriaco di trasferire il grosso delle sue forze sulla riva nord del Danubio, per ricongiungersi qualche giorno dopo alle forze di Carlo.

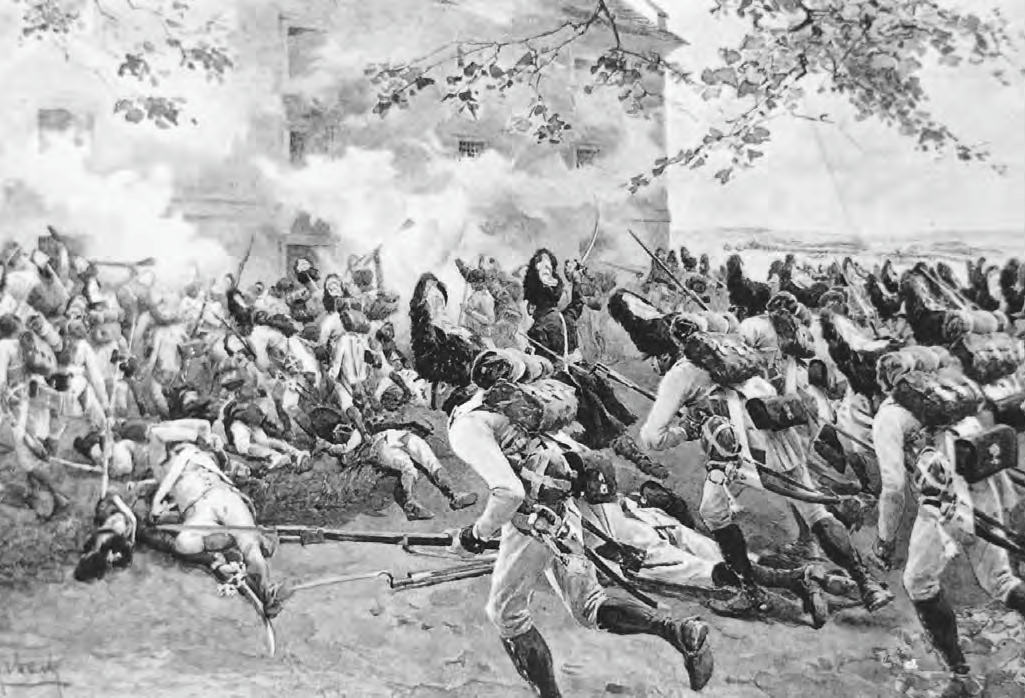
I granatieri austriaci attaccano il villaggio di Essling, durante la battaglia di Aspern-Essling

Sfumata anche questa opportunità, Napoleone decise di puntare direttamente su Vienna. Inviato il VII corpo di Lefebvre a reprimere la rivolta antifrancese in Tirolo e distaccati i corpi di Vandamme e Davout per proteggere le sue molto estese linee di comunicazione, l'imperatore si presentò davanti alla capitale austriaca il 10 maggio con il II corpo (ora guidato da Lannes), il IV corpo di Masséna, la cavalleria di Bessières e la Guardia imperiale. La guarnigione austriaca rifiutò di arrendersi pacificamente, ma dopo un intenso bombardamento dell'artiglieria francese fu costretta a cedere e il 13 maggio Napoleone fece il suo ingresso nella città.
L'esercito austriaco non era lontano: lasciato il corpo di Kollowrat a difesa della frontiera boema, Carlo condusse la sua armata verso est mantenendola sempre sulla riva settentrionale del Danubio, per giungere il 16 maggio sul Marchfeld, la vasta pianura a nord di Vienna, dove si schierò in vista della battaglia decisiva con i francesi. Con i ponti di Vienna fatti saltare dagli austriaci, Napoleone aveva tentato di stabilire una testa di ponte oltre il Danubio già il 13 maggio, attaccando l'isola di Schwarzen Kackenau: dopo sei ore di pesanti scontri i francesi furono costretti a ritirarsi, lasciando l'isola nelle mani degli austriaci. Frustrato da questo insuccesso, Napoleone diresse la sua attenzione più a sud, occupando il 19 maggio la grande isola di Lobau e trasformandola in una base francese. L'isola fu collegata alla riva sud da un grande ponte, la cui costruzione fu però gravemente ostacolata dalle acque del fiume (ingrossate per il disgelo delle nevi invernali) e dalle chiatte cariche di pietre fatte scivolare sulla corrente dagli austriaci.

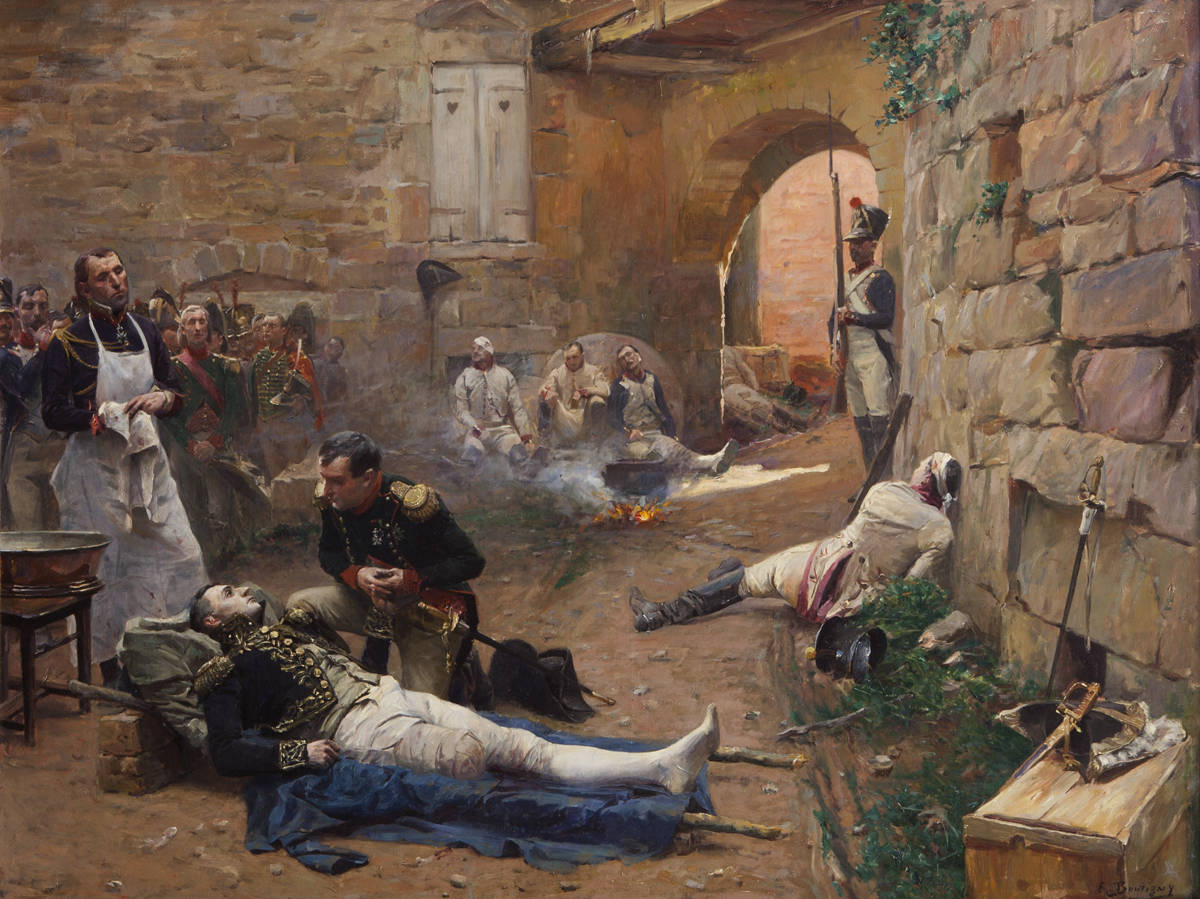
Il maresciallo Lannes, ferito mortalmente, è assistito da Napoleone

Il concentramento delle forze francesi su Lobau proseguì fino al pomeriggio del 20 maggio, quando una chiatta austriaca si schiantò sul ponte rendendolo inutilizzabile fino al mattino seguente. Verso le 18 fu completato un secondo ponte che collegava Lobau alla riva nord e l'avanguardia francese si spinse oltre il grande fiume scacciando gli avamposti austriaci. Napoleone era convinto che le forze austriache fossero in ritirata verso nord e pensava per il giorno successivo di condurre solo azioni di inseguimento. Carlo invece stava conducendo le sue forze verso il Danubio, con l'intenzione di costringere i francesi con le spalle al fiume. L'attacco austriaco iniziò nella tarda mattinata del 21 maggio, concentrandosi sui due villaggi a cui erano ancorate le ali della linea francese: Aspern ad ovest ed Essling ad est. I combattimenti infuriarono nei due villaggi per tutto il pomeriggio e per parte della notte, con gli assalti austriaci respinti uno ad uno dai francesi, che tuttavia difettavano di rinforzi a causa del pessimo stato del ponte sul Danubio. La battaglia riprese il mattino successivo, 22 maggio: con il ponte temporaneamente riparato, i francesi fecero affluire i rinforzi, che furono subito lanciati in un assalto contro il centro dello schieramento austriaco. L'attacco francese fu respinto, mentre gli austriaci rinnovarono i loro assalti contro i due villaggi, conquistandoli nella tarda mattinata dopo disperati combattimenti.
Con il suo esercito malconcio e il ponte nuovamente interrotto, verso le 16:00 a Napoleone non restò altro che ordinare una ritirata oltre il Danubio. Le azioni di retroguardia delle truppe di Lannes e la stanchezza delle forze austriache impedirono a Carlo di annientare completamente l'armata francese, che poté ritirarsi con un certo ordine. Lo scontro era stato durissimo, con almeno 20 000 austriaci e 23 000 francesi morti o feriti (tra cui il maresciallo Lannes, ferito a morte nelle fasi finali della battaglia); la mossa azzardata di Napoleone gli era costata la sua prima sconfitta personale sul campo di battaglia dalla nascita dell'Impero.

### Preparativi per la battaglia finale

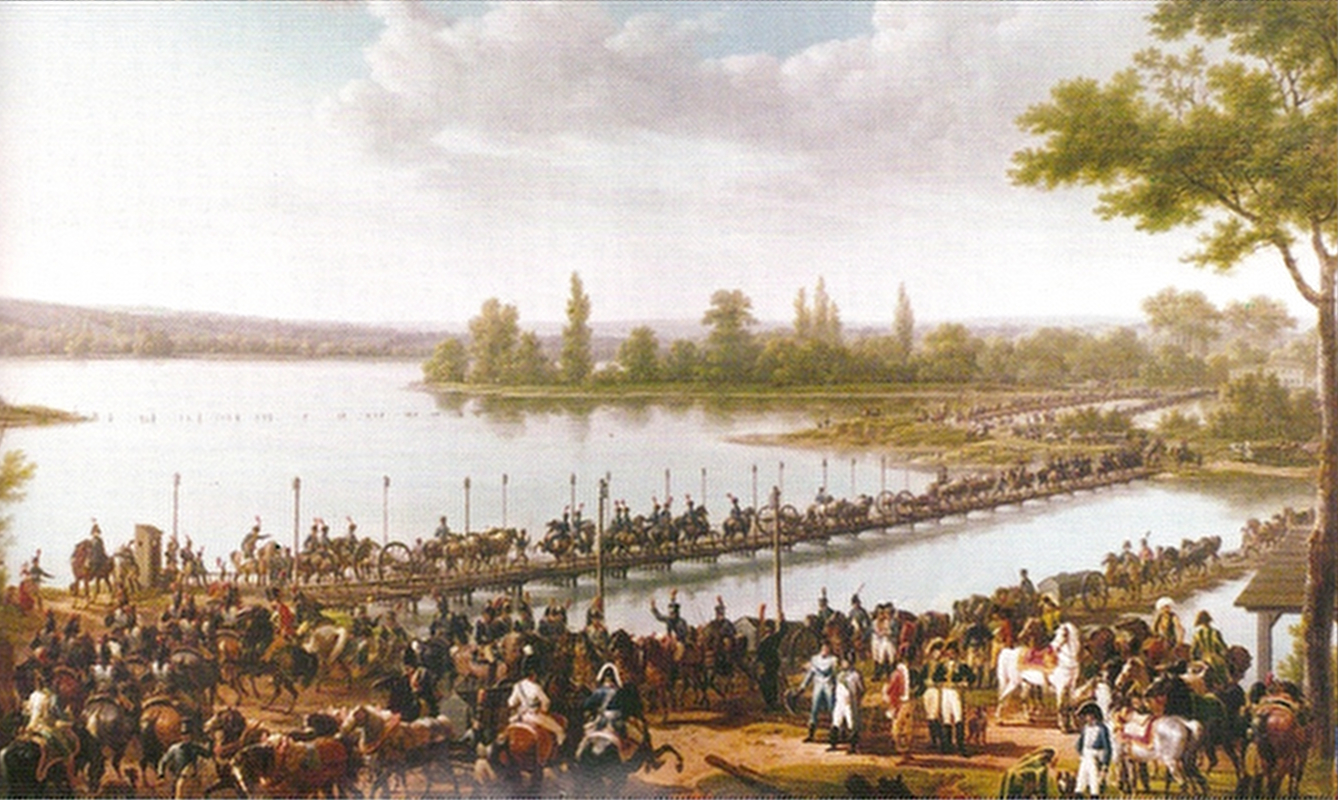
Le truppe francesi attraversano il Danubio sui nuovi ponti gettati prima della battaglia di Wagram

Lo smacco subito ad Aspern-Essling spinse Napoleone a predisporre subito, ma con maggior cura, un nuovo attraversamento del Danubio, al fine di vendicare la mezza sconfitta patita. I francesi evacuarono la sponda nord del Danubio ma mantennero il controllo di Lobau, fortificandola e dotandola di numerosi pezzi d'artiglieria. Nelle settimane successive il traballante ponte gettato precedentemente fu rimpiazzato da due solidi ponti su pali e da un terzo ponte di barche più piccolo, la cui costruzione fu curata meticolosamente e supervisionata dallo stesso Napoleone. Per proteggere i nuovi ponti dai tentativi di sabotaggio austriaci furono fissati nel letto del fiume sbarramenti di pali, mentre una piccola flottiglia di cannoniere, manovrate dai marinai della Guardia imperiale, fu incaricata di pattugliare le acque del Danubio. Nel mentre, l'imperatore richiamò altre truppe per rimpinguare i ranghi della sua armata: il III corpo di Davout fu richiamato dalla zona di Vienna, seguito da una divisione bavarese distaccata dal VII corpo; dalla Sassonia arrivò il IX corpo di Bernadotte (rimpiazzato nel presidio della frontiera boema dal X corpo di Gerolamo), mentre da sud si avvicinavano l'armata d'Italia di Eugenio e l'XI corpo di Marmont.

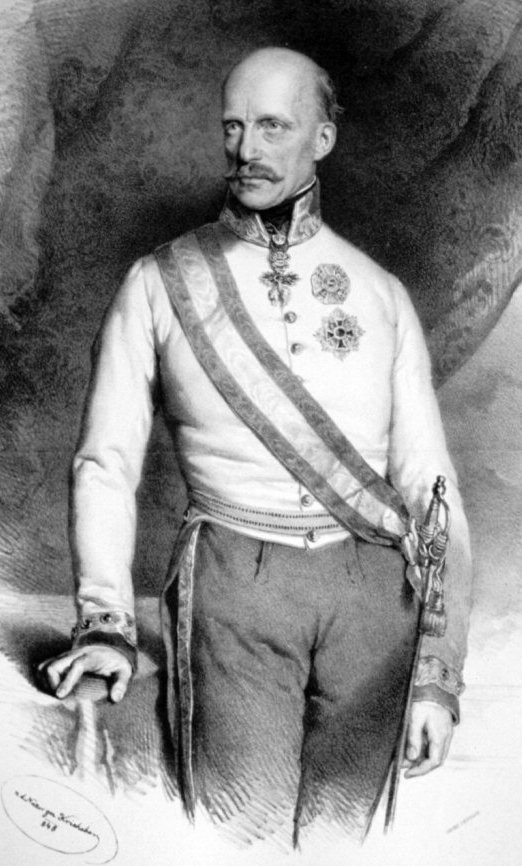
L'arciduca Giovanni d'Asburgo-Lorena

Le sei settimane di attesa successive ad Aspern-Essling furono in gran parte sprecate dagli austriaci: Carlo sperava che la mezza vittoria potesse fare da prologo all'apertura di trattative di pace, mentre l'imperatore Francesco I e diversi generali, tra cui in particolare Hiller, premevano per un attacco diretto contro i francesi. I contrasti tra Carlo e Hiller arrivarono ad un punto tale che il secondo rassegnò le dimissioni e fu rimpiazzato alla guida del VI corpo dal generale Armand von Nordmann. In definitiva l'esercito austriaco non si mosse dalle sue posizioni a nord del Danubio: l'armata fu fatta arretrare su una solida posizione difensiva incentrata sul villaggio di Deutsch-Wagram, mentre lungo la riva del Danubio furono approntate alcune opere fortificate sul terreno del vecchio campo di battaglia di Aspern-Essling. Carlo rimpinguò i ranghi della sua armata con l'afflusso di nuovi contingenti della Landwehr e richiamando due divisioni dalla Boemia. Non potendo richiamare il corpo di Ferdinando dalla Polonia a causa dei movimenti di truppe russe, Carlo inviò pressanti richieste all'arciduca Giovanni, affinché portasse la sua armata d'Italia il più rapidamente possibile in appoggio al principale esercito austriaco.
Dopo aver inviato il IX corpo di Ignaz Gyulai a presidio della Croazia, Giovanni si stava muovendo lentamente verso nord-est con il suo VIII corpo, raccogliendo strada facendo nuovi rinforzi provenienti dalla Insurrectio ungherese. Giovanni richiamò anche la divisione di Jelačić da Monaco di Baviera, ma prima che questa potesse ricongiungersi all'armata d'Italia austriaca, fu intercettata da un contingente francese sotto il generale Paul Grenier e completamente annientata nella battaglia di Sankt Michael il 25 maggio. Lasciata una guarnigione a presidio di Graz, Giovanni si diresse verso il Danubio, tallonato dalle forze di Eugenio e Marmont. Il 14 giugno le truppe di Eugenio agganciarono gli austriaci nella battaglia di Raab. I miliziani della Insurrectio, scarsamente addestrati, cedettero e provocarono il crollo della linea austriaca. Battuto, Giovanni si ritirò verso est, passando il Danubio a Komárom l'indomani, ma finendo per allontanarsi ancora di più dall'armata di Carlo. Lasciata una forza a bloccare Graz, le truppe di Eugenio e Marmont diressero verso nord, per ricongiungersi a Napoleone in vista della battaglia decisiva.

### La battaglia di Wagram

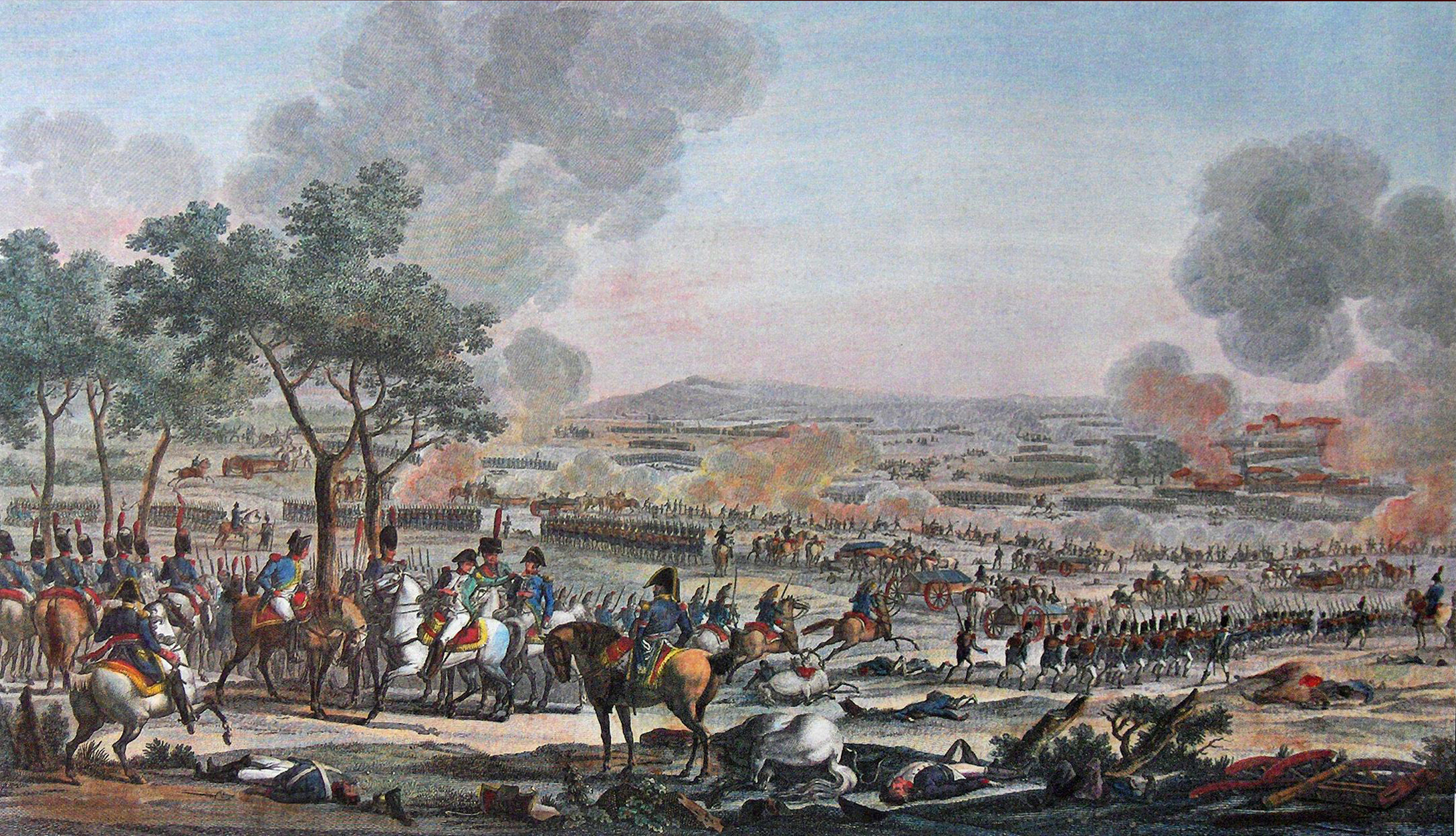
La battaglia di Wagram

Per la fine di giugno, dopo oltre un mese di preparativi, Napoleone era ormai pronto per un secondo tentativo di attraversamento del Danubio. Il 30 giugno un contingente francese attraversò il fiume a nord di Lobau, praticamente nella stessa posizione usata come testa di ponte a maggio. Carlo si mosse con la sua armata per occupare le fortificazioni allestite tra Aspern ed Essling, ma si rese conto che la mossa francese era solo una finta, tesa ad attirare gli austriaci nel raggio di tiro dei grossi calibri installati a Lobau e il 2 luglio riportò l'esercito sulle sue posizioni originarie sui due lati di Deutsch-Wagram. L'attraversamento principale dei francesi iniziò la sera del 4 luglio: protette dall'artiglieria e da un violento temporale, le truppe francesi lanciarono sette ponti sul lato orientale di Lobau, piegando la debole resistenza dei reparti austriaci dispiegati a protezione di questo tratto del fiume. L'attraversamento non fu notato da Carlo prima della mattina del 5 luglio, anche se in ogni caso l'arciduca decise di dare battaglia sulle posizioni che già occupava.

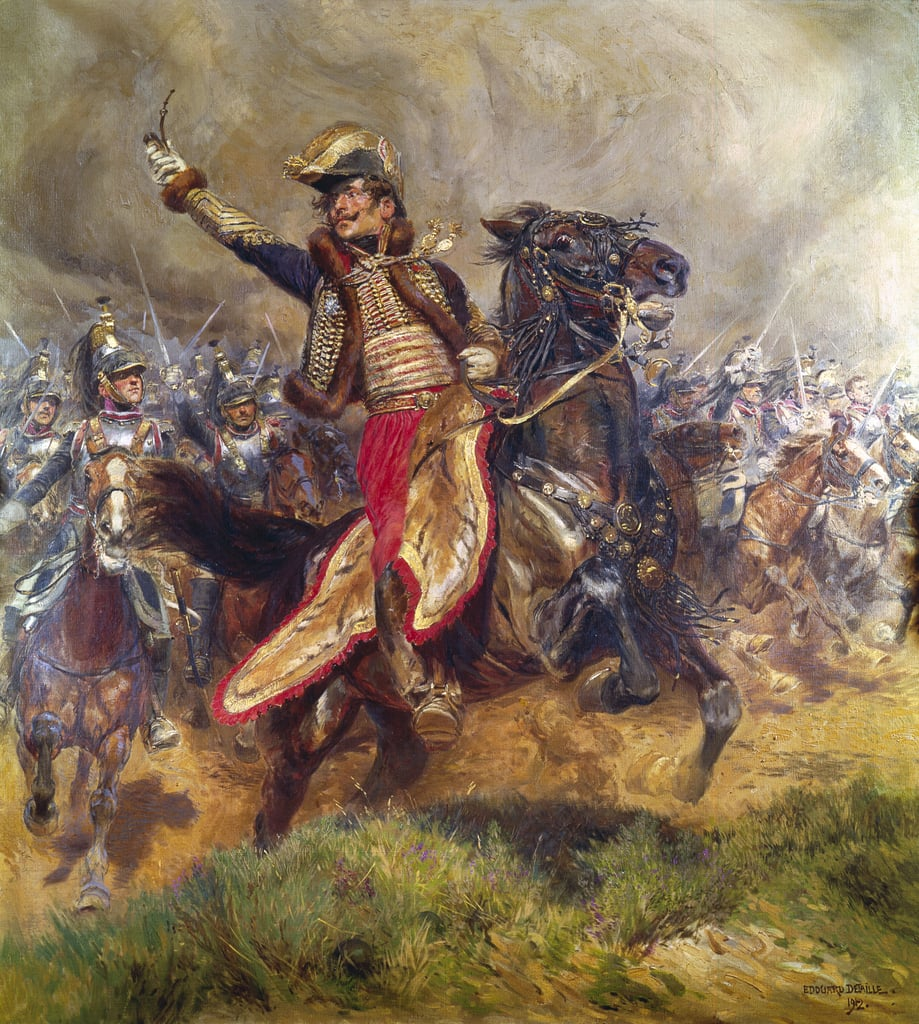
Il generale Lasalle guida la cavalleria francese a Wagram, dove rimase ucciso

Il grosso dell'armata francese completò l'attraversamento del fiume entro il pomeriggio del 5 luglio, allargandosi sulla pianura del Marchfeld fino ad occupare uno schieramento a mezzaluna con un fronte di 20 km. Si verificarono una serie di scontri tra le avanguardie dei rispettivi schieramenti, ma Carlo e il suo stato maggiore ritenevano che essendo ormai le 18:00 la battaglia vera e propria sarebbe iniziata l'indomani. Con il grosso delle forze austriache celato dietro una scarpata, Napoleone non era ancora a conoscenza della consistenza dei reparti nemici che aveva di fronte e ordinò pertanto al nucleo centrale della sua armata di prendere i villaggi di Markgrafneusiedl (sulla sinistra austriaca), Wagram e Aderklaa (sul centro austriaco): ne scaturirono violenti combattimenti tra le opposte forze, che si conclusero solo alle 23:00. Le forze austriache ributtarono indietro gli assalti francesi, mantenendo la posizione.
Carlo decise di rinnovare la battaglia anche per il giorno seguente, rincuorato dalle notizie che davano l'armata dell'arciduca Giovanni in imminente arrivo da sud. Napoleone aveva rischierato parte della sua armata concentrandola verso la parte centrale dello schieramento, con l'intenzione di riprendere gli attacchi sui villaggi nell'indomani, ma al mattino i primi a muovere furono gli austriaci, che lanciarono un attacco generale su tutta la linea: agli assalti austriaci seguirono i contrattacchi francesi, mentre uno sfondamento sull'ala sinistra di Napoleone non fu sfruttato da Carlo a causa delle difficoltà di comunicazione su un fronte così ampio. Protette da un imponente sbarramento d'artiglieria, nella tarda mattinata le forze francesi lanciarono un nuovo massiccio assalto contro il centro e l'ala sinistra austriaca. Dopo pesanti combattimenti e al prezzo di gravi perdite, la Grande Armée riuscì nel suo intento, espugnando i villaggi e spezzando in due l'armata austriaca.
Ricevuta la notizia che l'armata di Giovanni non sarebbe arrivata prima della sera, intorno alle 14:30 Carlo accettò la sconfitta e diede disposizioni perché la sua armata si ritirasse verso nord su più direttrici. Si verificarono ancora diverse azioni di retroguardia, ma i francesi erano troppo esausti per inseguire il nemico e la battaglia ebbe termine intorno alle 20:00. Wagram era stato lo scontro più imponente delle guerre napoleoniche fino ad allora, vedendo contrapporsi più di 300 000 uomini lungo tutto il fronte. Le perdite furono pesanti da ambo le parti: gli austriaci ebbero 23 750 tra morti e feriti oltre a 7 500 prigionieri e 10 000 dispersi, mentre la Grande Armée lamentò la perdita di 27 500 tra morti e feriti e 10 000 tra prigionieri e dispersi.

### L'armistizio franco-austriaco
Le truppe austriache ripiegarono con ordine verso nord, dirette a Brünn e Znaim, dietro la linea del fiume Thaya; l'armata conservava ancora un considerevole potenziale bellico, visto che poteva mettere in campo almeno 80 000 uomini in armi, ma Carlo era ormai intenzionato a preservarla intatta per usarla come merce di scambio al tavolo delle trattative. La retroguardia austriaca compì un ottimo lavoro di schermamento, e passarono un paio di giorni prima che Napoleone venisse a conoscenza dell'esatta direzione presa dai reparti di Carlo. Masséna fu inviato verso Znaim e Davout e Marmont verso Brünn, mentre l'armata d'Italia di Eugenio fu distaccata per tenere impegnate le truppe dell'arciduca Giovanni. L'8 luglio Marmont agganciò la retroguardia del IV corpo austriaco nei pressi di Mistelbach, mentre Masséna si scontrava con parte del VI corpo a Stockerau e l'indomani ad Hollabrunn, più a nord, dove subì una battuta d'arresto. Intuito che Znaim stava diventando il punto di concentramento degli austriaci, Napoleone ordinò che tutti e tre i corpi impegnati nell'inseguimento convergessero sulla città. Marmont si spinse avanti con decisione, ritrovandosi però senza appoggio quando il 10 luglio cozzò contro l'armata austriaca, dando avvio alla battaglia di Znaim. Quello stesso giorno Masséna stava impegnando il V corpo austriaco nei pressi di Schöngrabern, ma, resosi conto della posizione esposta di Marmont, si affrettò ad andare in suo appoggio con due divisioni. L'11 luglio le truppe di Masséna intervennero nei combattimenti di Znaim, lanciando un massiccio attacco oltre il Thaya, mentre Carlo manteneva la posizione solo per il tempo necessario a proseguire la ritirata. Seguirono combattimenti piuttosto pesanti sotto una pioggia incessante, prima che delegati austriaci e francesi accorressero tra i reparti per annunciare che l'armistizio tra i due contendenti era stato firmato.
Ormai intenzionato a porre fine alle ostilità, Carlo aveva inviato il generale Liechtenstein al quartier generale francese con l'offerta di un armistizio. Napoleone era piuttosto felice di accettarlo, visto che era consapevole di non poter impedire un'ulteriore ritirata di Carlo verso nord, fatto che lo avrebbe allontanato ancora di più dalla vitale base francese di Vienna e lo avrebbe esposto ad attacchi da parte di Giovanni sulle sue linee di comunicazione. L'armistizio fu firmato nel pomeriggio dell'11 luglio, entrando formalmente in vigore la mattina successiva: gli austriaci si impegnarono ad evacuare Brünn e Graz e ad arretrare dietro la frontiera della Moravia, a richiamare le loro forze dal Tirolo e dal Vorarlberg, e a mantenere le loro attuali posizioni in Polonia. Un ultimo scontro si ebbe il 12 luglio a Stamfen, dove le forze di Eugenio impegnarono brevemente la retroguardia di Giovanni, prima che anche qui giungesse la notizia del cessate il fuoco.

### Altre campagne

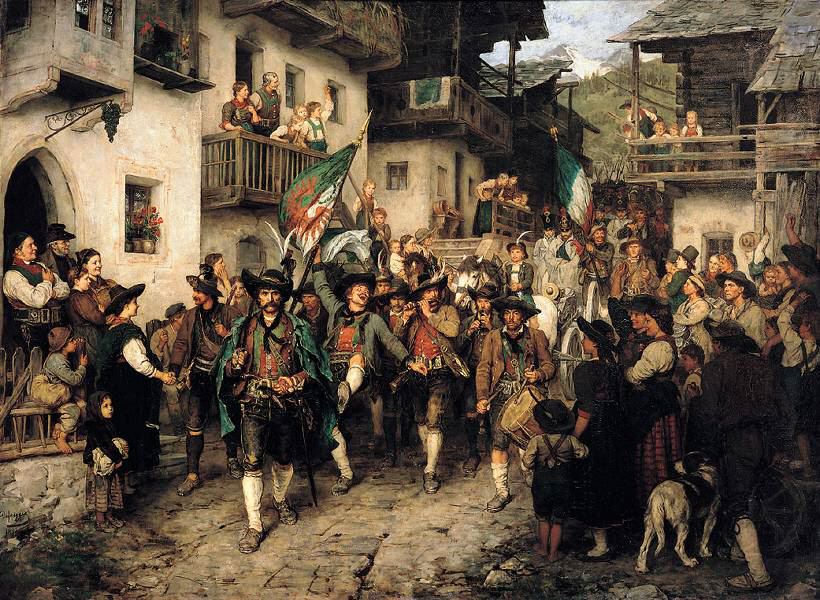
Ribelli tirolesi in un quadro del 1876

L'alto comando austriaco puntava molto sullo scoppio di rivolte antifrancesi nei territori tedeschi, ma a conti fatti i risultati furono inferiori alle aspettative. Il 22 aprile il generale Wilhelm von Dörnberg si mise a capo di un ammutinamento nello stato fantoccio della Vestfalia, ma gl'insorti, male armati e male addestrati, furono facilmente dispersi dalle truppe rimaste fedeli al re Gerolamo Bonaparte e l'insurrezione fu repressa il giorno successivo. Un altro episodio riguardò il maggiore Ferdinand von Schill, ufficiale comandante di un reggimento di ussari prussiani: il 28 aprile Schill convinse parte del suo reggimento a disertare per fomentare la rivolta in Germania, ma il suo gesto fu condannato dal re Federico Guglielmo III e non ottenne l'appoggio del resto dell'esercito prussiano. Riuniti un paio di migliaia di seguaci, Schill entrò in Sassonia per poi dirigersi a nord in Vestfalia, sconfiggendo il 3 maggio un piccolo contingente vestfaliano in una scaramuccia presso Dodendorf, per occupare il 25 maggio seguente il porto di Stralsunda. Il 31 maggio il generale francese Pierre Guillaume Gratien, alla testa di un contingente composto da truppe olandesi e danesi, sconfisse e uccise Schill nella battaglia di Stralsunda, ponendo fine all'insurrezione.

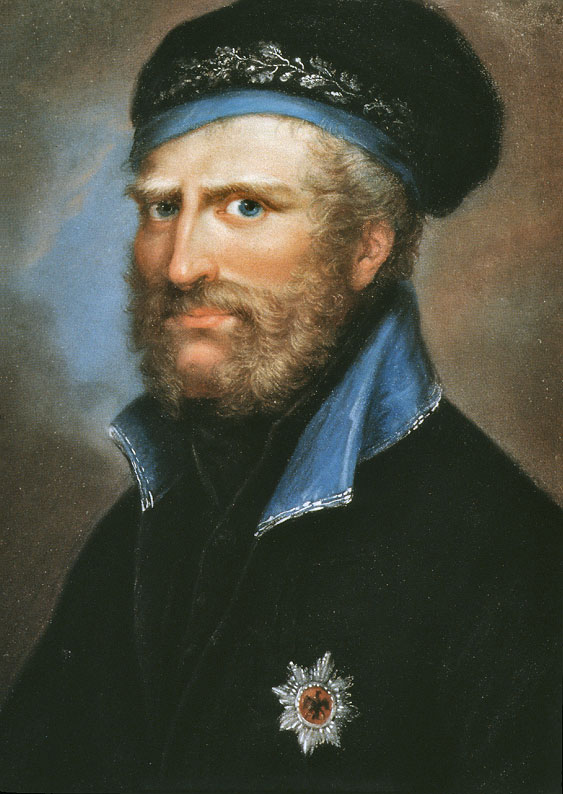
Federico Guglielmo di Brunswick, comandante della Schwarze Schar

La regione tedesca dove maggiormente si verificarono fenomeni di insurrezione fu il Tirolo. Già parte dell'Impero austriaco, la regione era passata alla Baviera con il trattato di Presburgo del 1805, ma la popolazione era rimasta in gran parte fedele alla monarchia asburgica. I tirolesi insorsero contro i bavaresi già all'inizio delle ostilità, riunendosi sotto la guida del leader locale Andreas Hofer e con il rinforzo di un contingente regolare austriaco comandato dal generale Johann Gabriel Chasteler de Courcelles. La rivolta si estese a tal punto che Napoleone fu costretto a distaccare il grosso dell'esercito bavarese (il VII corpo del maresciallo Lefebvre) per reprimere l'insurrezione. Il 13 maggio Lefebvre sconfisse i regolari austriaci di Chasteler nella battaglia di Wörgl, ma tra il 25 ed il 29 maggio subì un inaspettato rovescio da parte dei tirolesi di Hofer nelle due battaglie di Bergisel, evento che consentì agl'insorti di occupare stabilmente Innsbruck poco dopo. L'armistizio franco-austriaco firmato a Znaim il 12 luglio non pose fine alla rivolta e le truppe bavaresi furono nuovamente sconfitte nella terza battaglia di Bergisel il 12 - 13 agosto e vennero espulse dalla regione. Un grosso contingente di truppe francesi e della Confederazione fu quindi inviato in Tirolo sotto il generale Jean-Baptiste Drouet d'Erlon per disperdere gli insorti: il 1º novembre i tirolesi subirono una disfatta nella quarta battaglia di Bergisel, e la rivolta fu completamente domata entro la fine del mese. Tradito da un vicino, Hofer fu catturato il 27 gennaio 1810 e fucilato il 20 febbraio seguente.
Un altro tentativo insurrezionale fu messo in atto dal duca Federico Guglielmo di Brunswick: già sovrano del piccolo Ducato di Brunswick, fu spodestato dei suoi domini da parte dei francesi a causa dell'appoggio dato alla Prussia nel conflitto del 1806 e fu costretto a riparare in Austria; qui allestì un piccolo contingente, denominato Schwarze Schar ("Banda Nera"), con cui contribuire alla liberazione dei suoi domini in collaborazione con gli austriaci. Allo scoppio della guerra la Schwarze Schar era dislocata in Boemia a fianco delle truppe del generale Kollowrat e partecipò all'invasione della Sassonia da parte di queste. Le truppe del Brunswick contribuirono all'occupazione di Dresda il 13 giugno e alla vittoria austriaca sulle truppe di Gerolamo nella battaglia di Gefrees l'8 luglio seguente. Federico Guglielmo non si sentì vincolato dall'armistizio franco-austriaco e decise di marciare verso i porti della Germania settentrionale per trovare appoggio da parte dei britannici. Il 29 luglio la piccola forza di Federico prese Halberstadt e si aprì la strada attraverso un contingente di truppe vestfaliane il 1º agosto nella battaglia di Ölper. Il 7 agosto le truppe del Brunswick raggiunsero il porto di Elsfleth, dove furono raccolte da navi britanniche. Portate in Gran Bretagna furono poi inviate nella penisola iberica, dove combatterono con le truppe del duca di Wellington fino alla fine delle guerre napoleoniche.
Il piano originario di una spedizione britannica nella Germania settentrionale fu tramutato in uno sbarco nei Paesi Bassi, diretto all'occupazione del porto di Anversa per distruggere le risorse navali di Napoleone qui ammassate. I preparativi si svolsero con estrema lentezza e fu solo il 30 luglio che le prime truppe britanniche presero terra sull'isola di Walcheren, decisamente troppo in ritardo per avere un qualche effetto sull'andamento della guerra. Il contingente di Lord Chatham, che con successivi invii arrivò ad ammontare a 39 000 uomini (più di quelli operanti con Wellington nella penisola iberica), occupò il porto di Flessinga il 16 agosto, ma per il resto gli scontri con i francesi si limitarono a poche scaramucce. L'occupazione di Walcheren si trascinò per molti mesi, con le forze britanniche devastate dalle febbri malariche che imperversavano nella regione. Il contingente fu ritirato il 9 dicembre, dopo aver avuto 107 uomini uccisi in azione e più di 4 000 morti per malattia.

## Conseguenze

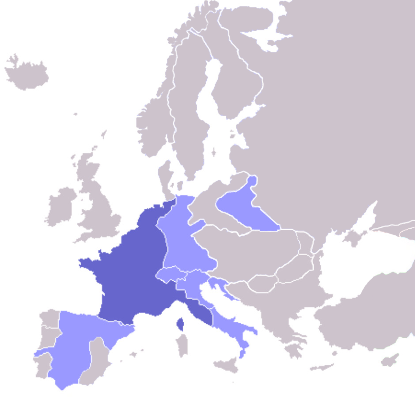
L'Impero francese e gli stati vassalli nel 1811

L'imperatore Francesco I era intenzionato a continuare la lotta contro Napoleone fino all'ultimo uomo e rimase molto contrariato per l'armistizio del 12 luglio, i cui termini giudicava troppo generosi nei confronti dei francesi. Il lungo dissidio tra Carlo e Francesco raggiunse il culmine, e il 23 luglio l'arciduca rassegnò le dimissioni da comandante in capo dell'esercito austriaco, ritirandosi a vita privata; probabilmente il miglior comandante militare austriaco della sua generazione, Carlo non ricoprì più alcuna posizione di rilievo nell'esercito, e la sua figura venne riabilitata solo dopo la sua morte avvenuta nel 1847. Il comando dell'esercito passò a Liechtenstein, il quale tuttavia mise subito in chiaro che il basso morale delle truppe e la mancanza di munizioni rendevano insostenibile una ripresa delle ostilità. Visto che lo sbarco britannico si era risolto in un nulla di fatto e che né la Prussia né la Russia erano intenzionate ad appoggiare l'Austria, a Francesco non restò altro che avviare le trattative, che si aprirono nel castello di Schönbrunn sotto l'egida di Metternich.
Le trattative si protrassero per molti mesi, visto che entrambe le parti cercavano di assicurarsi le condizioni migliori. Napoleone partì con l'intenzione di far abdicare Francesco, ma davanti al rigido rifiuto austriaco ripiegò poi sulla richiesta di dimissioni del primo ministro von Stadion (che fu rimpiazzato dallo stesso Metternich). A metà settembre sembrò che l'intransigenza di Francesco stesse per portare ad una rottura delle trattative e a una ripresa delle ostilità, ma Metternich riuscì ad ammorbidire la posizione del sovrano e il 14 ottobre il trattato di Schönbrunn fu firmato. L'Austria cedette la Dalmazia e parte della Croazia alla Francia (territori che andarono a formare le Province illiriche dell'impero napoleonico), perdendo così il suo sbocco al mare, mentre altri territori passarono alla Baviera e al Ducato di Varsavia, oltre ad una fetta di Galizia ceduta alla Russia. L'esercito austriaco fu limitato a un organico massimo di 150 000 uomini, mentre il governo di Vienna si impegnò ad aderire al Blocco continentale e a pagare una forte indennità di guerra.
Benché non ci sia unanimità su quando collocare l'apogeo del Primo Impero francese, il trattato di Schönbrunn e la vittoria sull'Austria proiettarono la Francia in una posizione in Europa ancora più dominante di quanto già non fosse: all'infuori della Russia e del Regno Unito, tutti gli stati europei erano in un modo o nell'altro assoggettati alla Francia. I termini del trattato erano stati duri per l'Austria, ma il seguente periodo di pace inaugurò un clima di distensione tra le due potenze, culminato il 1º aprile 1810 con il matrimonio tra Napoleone e la principessa Maria Luisa d'Asburgo-Lorena, figlia di Francesco I. Francia ed Austria divennero alleate, e un corpo di spedizione austriaco appoggiò la Grande Armée nel corso della campagna di Russia del giugno 1812. Di fatto l'alleanza tra le due potenze non venne formalmente meno fino all'agosto del 1813, quando l'Impero austriaco aderì alla sesta coalizione antifrancese.